# Énergie solaire photovoltaïque
Pour les articles homonymes, voir EPV.
L'énergie solaire photovoltaïque (ou énergie photovoltaïque ou EPV) est une énergie électrique produite à partir du rayonnement solaire grâce à des capteurs ou à des centrales solaires photovoltaïques. C'est une énergie renouvelable, car le Soleil est considéré comme une source inépuisable à l'échelle du temps humain. Sur l'ensemble de sa vie, dans des conditions idéales d'irradiation solaire (typiquement au Sahara ou sous d'autres climats désertiques proches de l'équateur), un panneau photovoltaïque produit de 19 à 38 fois l'énergie nécessaire à sa fabrication et à son recyclage.
La cellule photovoltaïque, composant électronique de base du système, utilise l'effet photoélectrique pour convertir en électricité les ondes électromagnétiques émises par le Soleil. Plusieurs cellules reliées entre elles forment un module et ces modules, regroupés entre eux, forment une installation solaire. L'électricité est consommée, stockée sur place dans un système d'alimentation autonome ou injectée sur le réseau de distribution et de transport électrique.
L'énergie photovoltaïque est un enjeu mondial affirmé lors de la conférence de Paris de 2015 sur les changements climatiques (COP21) par le lancement en novembre 2015 de l'Alliance solaire internationale (ASI), une coalition chargée de coordonner les politiques de développement de l'énergie solaire thermique et photovoltaïque à destination des États riches en ressources solaires. Son coût est divisé par 100 environ en 40 ans (de 1980 à 2020).
En 2024, la part du photovoltaïque dans la production mondiale d'électricité atteignait 6,8 % selon les estimations de l'Energy Institute ; quatre pays concentrent 65,3 % de la production d'électricité photovoltaïque mondiale : la Chine (39,7 %), les États-Unis (14,5 %), l'Inde (6,5 %) et le Japon (4,6 %).
En 2024, la puissance installée photovoltaïque mondiale a progressé de 32 %, comme en 2023. La Chine dispose en 2024 de 46 % de la puissance installée mondiale, le reste de l'Asie-Pacifique 16 %, l'Europe 17 %, les Amériques 14 %, la région Afrique-Moyen Orient 4 %. Les trois pays les plus équipés en photovoltaïque par habitant sont en 2024 les Pays-Bas, l'Australie et l'Allemagne.
En 2019, sur les dix principaux fabricants de modules photovoltaïques, sept sont chinois, un sino-canadien, un coréen et un américain.
Il faudrait théoriquement l'équivalent de la production d'une surface photovoltaïque de 100 000 km2 (soit la superficie de l'Islande) pour couvrir la totalité des besoins mondiaux en électricité.

## Terminologie
Le terme « photovoltaïque » désigne, selon le contexte, le phénomène physique (l'effet photovoltaïque) ou la technique associée.

## Technique
La production d'électricité par des cellules photovoltaïques repose sur le principe de l'effet photoélectrique. Ces cellules produisent du courant continu à partir du rayonnement solaire. Ensuite l'utilisation de ce courant continu diffère d'une installation à l'autre, selon le but de celle-ci. On distingue principalement deux types d'utilisation, celui où l'installation photovoltaïque est connectée à un réseau de distribution électrique et celui où elle ne l'est pas.
Les installations non connectées fournissent une électricité consommée localement ou par un appareil (ex. : montre ou calculatrice solaires, conçus pour fonctionner en présence de lumière naturelle ou artificielle). À plus petite échelle, des sites non raccordés au réseau électrique (en montagne, sur des îles ou des voiliers, un satellite…) sont alimentés de la sorte, des batteries d'accumulateurs permettant de disposer d'électricité au cours des périodes sans lumière (la nuit notamment).
Sur les grands réseaux de distribution, des installations photovoltaïques produisent de l'électricité et l'injectent dans le réseau via un onduleur qui transforme le courant continu en courant alternatif aux caractéristiques du réseau (fréquence de 50 Hz en Europe ou 60 Hz en Amérique du Nord).

### Modules photovoltaïques

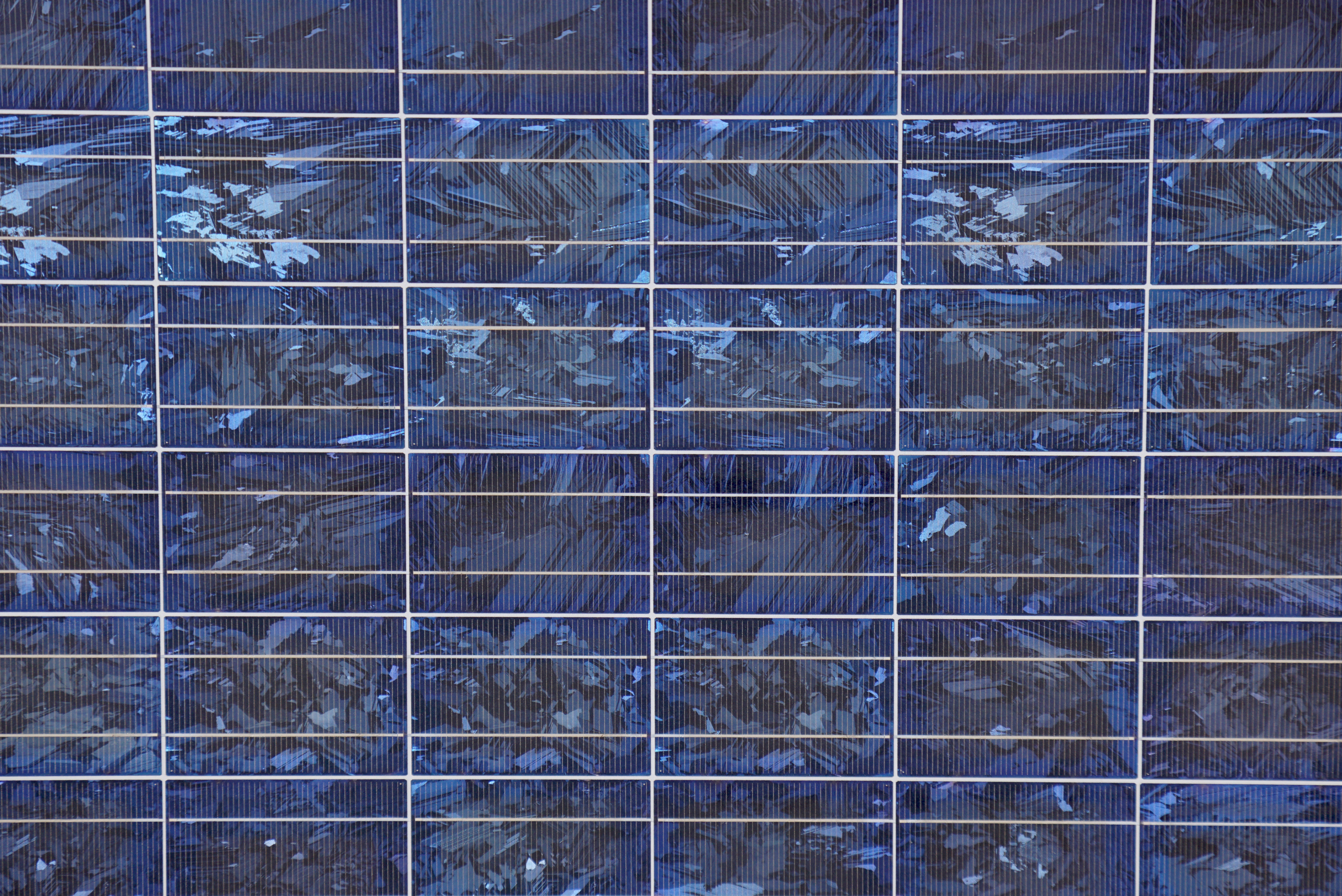
Cristaux de silicium polycristallin : détail d'un panneau photovoltaïque.

Il existe plusieurs techniques de modules solaires photovoltaïques :
- les modules solaires monocristallins possèdent le meilleur rendement au mètre carré et sont essentiellement utilisés lorsque les espaces sont restreints.
- les modules solaires polycristallins sont moins chers mais présentent un rendement plus faible.
- les modules solaires amorphes ont aussi des atouts car ils peuvent être souples et ont une meilleure production par faible lumière. Cependant, le silicium amorphe possède un rendement divisé par deux par rapport à celui du cristallin, cette solution nécessite donc une plus grande surface pour la même puissance installée. Toutefois, le prix au mètre carré installé est plus faible que pour des panneaux composés de cellules cristallines.

## Caractère renouvelable

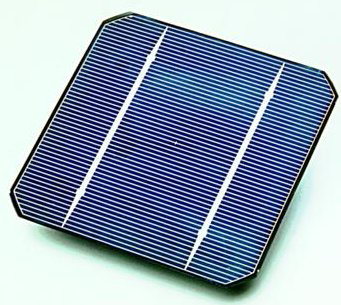
Cellule photovoltaïque.

Selon le type de cellule photovoltaïque considéré, le caractère renouvelable de cette énergie est discutable, car la fabrication des panneaux photovoltaïques nécessite de l'énergie grise en quantité, dont l'origine est actuellement essentiellement non renouvelable. En effet, les pays qui produisent la quasi-totalité des panneaux photovoltaïques installés dans le monde (Chine, États-Unis, Japon, Inde) ont tous des bilans énergétiques dominés par les énergies non renouvelables ; ainsi de la Chine, qui produit 70 % des panneaux installés dans le monde en 2018 et tirait 86,7 % de son énergie primaire de sources fossiles en 2022.
Le taux de retour énergétique des systèmes photovoltaïques s'est amélioré grâce aux avancées technologiques. Selon les technologies employées, dans des conditions idéales d'irradiation solaire (typiquement au Sahara ou sous d'autres climats désertiques proches de l'équateur), un système photovoltaïque produit en 2012 de 19 à 38 fois plus d'énergie dans sa vie (équivalent énergie primaire) que ce qui a été utilisé pour le fabriquer. Mais, lors de son fonctionnement, il ne produit que 6 à 12 fois plus d'électricité qu'il n'utilise d'énergie primaire. Le taux de retour énergétique de 12 est obtenu avec des cellules solaires en couches minces ayant un meilleur rendement que les cellules au silicium cristallin.

## Caractéristiques de fonctionnement

### Potentiel théorique

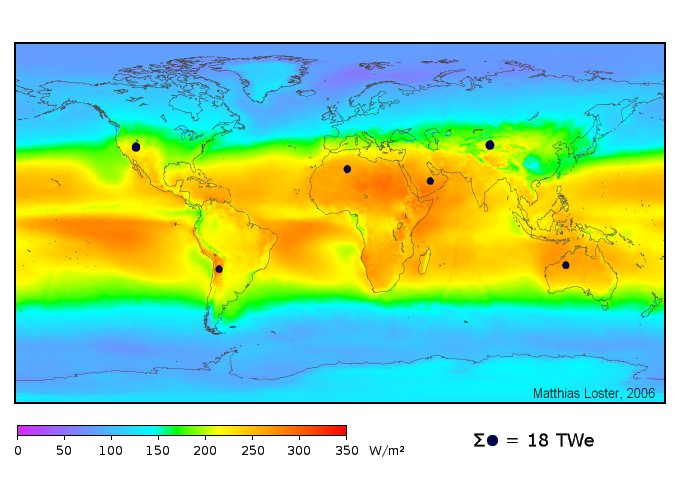
Atlas solaire mondial : les couleurs indiquent le rayonnement solaire moyen des années 1991 à 1993. Le rayonnement dans les régions correspondant aux points noirs permettrait de répondre à la demande d'énergie mondiale si ces régions étaient couvertes de panneaux solaires d'une efficacité de 8 %.

Même si la constante solaire est de 1,367 kW/m2, les pertes de lumière à travers l'atmosphère terrestre réduisent l'énergie maximale reçue au sol à environ 1 kW/m2 au midi vrai : 1 m2 de panneaux exposés en plein soleil reçoit 1 kW (1 000 watts). Cette valeur est communément retenue pour les calculs et en laboratoire pour déterminer le rendement d'une cellule ou d'un panneau solaire, sous forme d'une source lumineuse artificielle de 1 kW/m2. Finalement, l'énergie qui arrive au sol dépend de la nébulosité, de l'inclinaison du soleil (et de l'épaisseur de l'atmosphère à traverser) et donc de l'heure de la journée.
Même sans nuage, le jour et selon la saison et la latitude, la production photovoltaïque non mobile varie en fonction de la position du soleil et n'est maximale que pendant un bref instant à midi en heure locale. Le « nombre d'heures d'équivalent plein soleil » (valeur qui concerne le producteur d'électricité photovoltaïque) est inférieur au nombre d'heures où le soleil a brillé (le nombre d'heures d'ensoleillement au sens de la météorologie) dans la journée. Par exemple, la ville de Rouen est située sur la ligne des 1 750 heures d'ensoleillement par an, alors que le nombre d'heures d'équivalent plein soleil y est proche de 1 100 heures. L'Institut national de l'énergie solaire (INES) note qu'il faut aussi tenir compte de l'albédo du sol ou de l'eau, c'est-à-dire de son pouvoir de réflexion de la lumière. Dans un environnement très réfléchissant (un paysage de neige, par exemple), la production augmente en profitant d'une petite partie de la lumière réfléchie, mais cette variable est difficile à quantifier et, de fait, incluse dans le nombre d'heures d'équivalent plein soleil.
L'ensoleillement d'un lieu est donné, entre autres, par le Système d'information géographique photovoltaïque fourni par la Communauté européenne. Selon cet outil, à Liège on peut obtenir 833 kWh/kWc/an, à Hambourg 846, à Londres 869, à Colmar 920, à Rouen 931, à Munich 1000, à Arcachon 1 130, à Chamonix 1 060, à La Rochelle 1 140, à Agen 1 110, à Montélimar 1 250, à Perpignan 1 250, à Héraklion 1 330, à Madrid 1 410, à Cannes 1 330, à Séville 1 420, à Malte 1 480 et à Faro (Portugal) 1 490 kWh/kWc/an, soit un facteur de charge annuel potentiel variant de 9 à 17 % selon les pays et régions.

### Puissance unitaire
Les installations photovoltaïques étaient à l'origine de petite taille (ex. : un panneau solaire pour alimenter une borne de secours sur autoroute, quelques panneaux solaires pour alimenter un refuge de haute montagne, etc.). C'est encore le cas des installations en toiture de maisons individuelles, qui dépassent rarement 3 kW (20 m2 de modules).
Plus récemment, des installations beaucoup plus importantes sont apparues, depuis les centrales sur toiture de bâtiments commerciaux ou administratifs jusqu'aux centrales géantes de plusieurs centaines de mégawatts-crêtes :
- en France : centrale solaire photovoltaïque de Toul-Rosières (puissance-crête : 115 MWc) ;
- aux États-Unis : centrale solaire d'Agua Caliente en Arizona (247 MW, extension prévue à 397 MW), projet de ferme solaire Topaz (550 MW), en construction ;
- en Inde : parc solaire de Charanka en construction au Gujarat (214 MW en février 2012, 500 MW prévus fin 2014) ;
- en Chine : parc solaire de Golmud de Huanghe Hydropower (200 MWc) dans la ville-district de Golmud, dans la province de Qinghai, commune qui regroupe 570 MWc de parcs solaires.

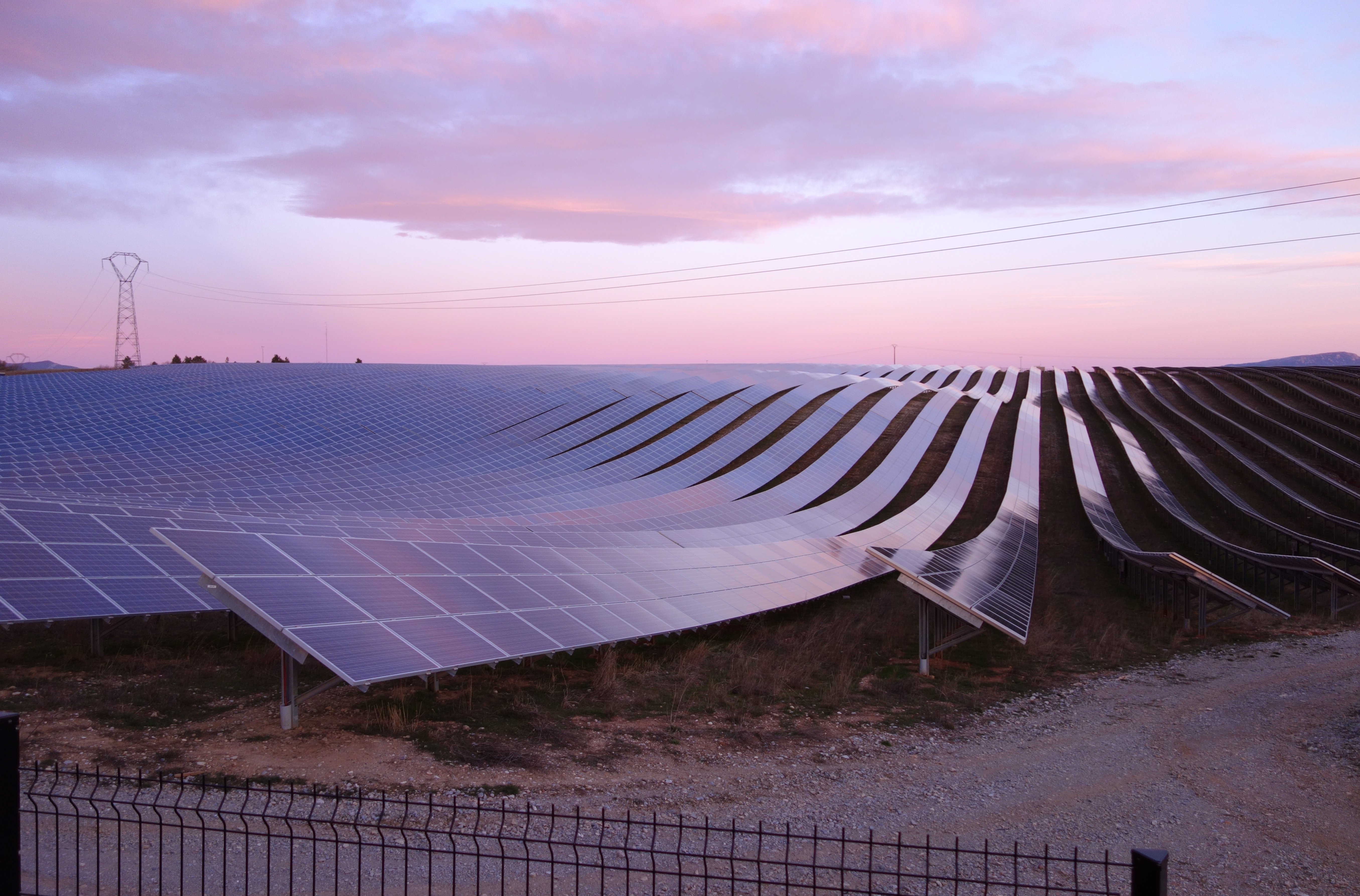
Centrale solaire sur la commune des Mées, dans les Alpes-de-Haute-Provence.

Une dépêche de l'Agence France-Presse du 12 janvier 2014 largement reprise par la presse étudie ce phénomène de gigantisme : « Jusque-là dominée par une myriade de petits projets, l'énergie solaire voit naître des centrales géantes — des centaines de mégawatts, bientôt au-delà du gigawatt — grâce à la baisse des prix et à la confiance croissante des investisseurs. Parmi les 20 plus grandes centrales photovoltaïques en fonctionnement dans le monde, pas moins de 18 ont été inaugurées en 2013, pour l'essentiel en Chine et aux États-Unis. » En Chine, 12 projets de plus de 100 mégawatts ont été inaugurés en 2013, selon BNEF, et le fabricant Trina Solar, le numéro deux mondial, a annoncé en 2014 un projet de 1 gigawatt dans la région peu peuplée du Xinjiang. Le solaire a gagné la confiance des investisseurs, dont Warren Buffett, qui a investi plusieurs milliards de dollars dans de grands projets américains. À raison d'un terrain de 2,2 hectares par mégawatt, un projet d'un 1 gigawatt nécessitait alors de couvrir la surface d'un cinquième de Paris intramuros. Le plus grand projet en chantier à cette date, l'Empire Valley Project aux États-Unis, doit en principe atteindre 890 mégawatts. Cependant, les projets géants de plus de 100 mégawatts ne devaient représenter qu'environ 15 % des quelque 40 gigawatts de panneaux solaires prévus pour 2014, selon IHS.
Ces centrales approchent les niveaux de puissance des grandes centrales thermiques, fossiles ou nucléaires, ces dernières dépassant les 1 000 MW ; cependant, le facteur de charge des centrales photovoltaïques étant largement inférieur, leur production reste encore modeste : 1 096 GWh/an prévus pour la ferme solaire Topaz de 550 MW, soit 23 % de facteur de charge dans une des zones les plus favorables de la planète, contre environ 80 % pour le nucléaire.

### Facteur de charge
La puissance installée, exprimée en en mégawatt-crête (MWc), est représentative de la production maximale réalisable lorsque l'ensoleillement atteint son apogée, mais l'énergie produite dépend de nombreux autres paramètres comme la météo ou les opérations de maintenance nécessaires. Le facteur de charge, rapport entre la production effective et la production maximale théorique, est utilisé comme un indicateur majeur des performances d'une installation électrique.
Le facteur de charge moyen des installations photovoltaïques varie de 10 % à 24 % selon la localisation, les valeurs les plus élevées étant atteintes dans des régions très ensoleillées à des latitudes basses ; par exemple : 19 % en Arizona.
Plus précisément, le facteur de charge moyen des installations photovoltaïques a été de :
- 14,1 % en moyenne en 2023 en France[10] ;
- 11,6 % en moyenne en 2018 en Allemagne[11] ;
- 20,4 % en moyenne en 2017 en Espagne[12] ;
- 23,3 % en moyenne en 2023 aux États-Unis[13].

### Modulabilité de la production
La production des installations photovoltaïques ne peut pas être modulée à volonté pour l'adapter aux besoins des consommateurs (dans le jargon technique : elle n'est pas dispatchable) ; elle partage cette caractéristique avec les autres énergies produites directement par des sources d'énergie naturelles fluctuantes : éolien, hydroélectricité au fil de l'eau (c'est-à-dire sans réservoir) ; d'autres sources telles que les centrales nucléaires et les centrales au charbon peuvent être rangées dans une catégorie intermédiaire, car leurs capacités de modulation sont peu utilisées pour des raisons économiques, sauf dans les pays où elles sont appelées à fonctionner en suivi de charge en heures creuses. Il est nécessaire de disposer en complément de ces centrales d'autres moyens de production, beaucoup plus modulables, pour assurer l'ajustement offre-demande d'électricité.

### Écrêtement
Un nombre croissant de pays se trouvent parfois, lors des périodes de forte production solaire (en général en milieu de journée au printemps et en été), dans des situations où la production solaire dépasse la demande d'électricité, ou plus localement la capacité des réseaux. Les gestionnaires de réseau sont alors contraints d'écrêter la production de certains systèmes photovoltaïques. Ces situations peuvent aussi affecter la stabilité des réseaux (en faisant fluctuer la tension) et causer sur le marché de l'électricité des épisodes de prix négatifs. Des réglementations sont alors nécessaires pour gérer les conséquences de ces phénomènes : compensations pour la perte de production, définition de règles techniques et juridiques autorisant les opérateurs de réseau à couper à distance la production, obligation pour les producteurs de contribuer au maintien ou à la modulation de la tension et de la fréquence, gestion du coût des services d'équilibrage. La Grèce a établi une réglementation donnant aux opérateurs des réseaux de distribution le pouvoir de couper ou contrôler le niveau de production des producteurs. Des politiques ont été mises en place aux États-Unis, en Australie, en Chine, en Italie, en Allemagne et au Japon, pour stimuler l'installation de dispositifs de stockage à grande échelle en vue d'améliorer la stabilité du réseau.

### Variabilité de la production

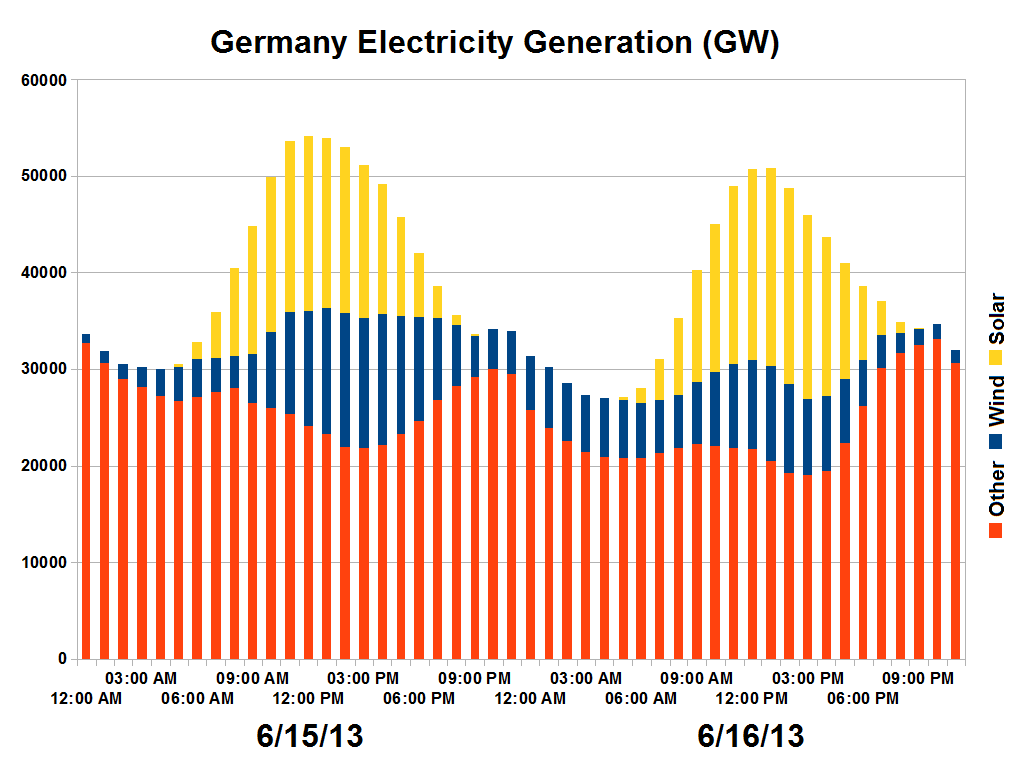
Production d'électricité allemande les 15 et 16 juin 2013.

La production photovoltaïque dépend de l'ensoleillement. Elle est donc très fluctuante (on dit aussi « intermittente » ou « volatile ») du fait de trois facteurs :
- alternance jour-nuit : le graphique ci-dessus présente la production d'électricité allemande sur deux jours de juin 2013 (juin est le mois où le solaire atteint son rendement maximal) : solaire en jaune, éolien en bleu, le reste en rouge. On note la forte irrégularité du solaire, qui en outre disparaît la nuit ;

Productions mensuelles d'une installation photovoltaïque de 1 kWc en Allemagne du Nord.

- saisonnalité : le graphique ci-dessus montre les variations saisonnières d'une installation située en Allemagne du Nord ; on constate que la production mensuelle varie dans un rapport de un à six entre l'hiver et l'été ;

- variations de la nébulosité : la variabilité horaire ou quotidienne est très élevée. Par exemple, la semaine 52 de 2012 (prise au hasard), la production solaire française a varié de 105 MWh le 25 décembre à 282 MWh le 29 du même mois[14]. Un chercheur du CNRS a montré que pour les puissances moyennes journalières en 2012 l'écart-type est de 121 MW (près du tiers de la moyenne annuelle d'environ 400 MW) ; en lien avec la persistance fréquente d'épisodes de bon ou mauvais temps sur plusieurs jours[15]. Le passage d'un nuage très opaque peut brutalement (en trente secondes) provoquer une chute de 70 % de la production électrique ; la Compagnie nationale du Rhône (CNR) teste en 2016 un système de détection avancée de l'approche de nuages permettant au réseau électrique de mieux s'adapter à ce type de variation[16].

La gestion de la variabilité passe par la combinaison de l'énergie photovoltaïque avec d'autres sources d'électricité, renouvelable (énergie éolienne, marémotrice, hydroélectrique, via un réseau intelligent) ou non renouvelable (centrales au charbon ou au gaz), et à des systèmes de stockage de l'énergie, l'ensemble permettant de limiter les problèmes posés par l'intermittence de chaque source prise individuellement. Le solaire et l'éolien semblent assez complémentaires (l'éolien produit plus en hiver, le solaire en été ; l'éolien la nuit, le solaire le jour) ; les gestionnaires de réseaux électriques ont par ailleurs depuis longtemps développé des équipements permettant de faire face à d'importantes variabilités de la demande ; ces possibilités techniques requièrent cependant des investissements considérables en réseaux et en moyens de stockage, et se heurtent à l'opposition des populations qui s'estiment lésées par l'installation de tout nouvel équipement.

### Prévisibilité de la production
La production photovoltaïque peut être prévue sur quelques jours avec une assez bonne précision grâce à des modèles informatiques croisant les prévisions météorologiques détaillées par régions avec la localisation des installations photovoltaïques : en France, le modèle Préole de RTE effectue ces calculs à partir des prévisions de Météo France à trois jours ; cela permet d'anticiper les mesures d'adaptation à prendre pour compenser les variations de la production photovoltaïque.

### Surface occupée
Selon un article de la revue Nature, il faudrait théoriquement l'équivalent de la production d'une surface photovoltaïque de 100 000 km2 (soit la superficie de l'Islande) pour couvrir la totalité des besoins mondiaux en électricité.

## Indépendance énergétique
L'indépendance énergétique est un objectif politique et économique fondamental pour tous les pays. Pour un pays dépourvu de ressources locales, les énergies fossiles nécessitent l'importation de combustibles en provenance d'autres contrées, rendant l'approvisionnement énergétique dépendant de la situation géopolitique des pays extracteurs et des fluctuations des marchés internationaux. Quant au nucléaire, le combustible ne représentant qu'une faible part du prix de revient du kilowattheure, l'indépendance nationale dépend surtout de la détention de la technologie du réacteur.
Dans le cas du solaire et de l'éolien, la production d'électricité est réalisée dans le pays, sans importation de combustible, mais l'investissement initial représente la quasi-totalité du coût. Or, en dehors des quelques grands pays producteurs d'équipements, la plus grande partie des équipements est acquise à l'étranger, en Chine dans la plupart des cas pour les panneaux photovoltaïques : en 2019, sur les dix plus grands producteurs de modules photovoltaïques, sept sont chinois, un sino-canadien, un coréen et un américain. Par contre, l'installation est généralement effectuée par des entreprises locales.
L'Agence internationale de l'énergie publie le 7 juillet 2022 un rapport qui met en garde contre l'extrême concentration des chaînes de production de panneaux solaires en Chine, pays qui abrite sur son sol les dix premiers fournisseurs mondiaux d'équipements de fabrication de systèmes photovoltaïques et assure 80 % de la production de toutes les étapes de la fabrication des panneaux solaires (polysilicium, lingots, wafers, cellules et modules). Depuis 2011, la Chine a consacré plus de 50 milliards $ à la construction de nouvelles capacités d'approvisionnement en énergie photovoltaïque, soit dix fois plus que l'Europe, créant 300 000 emplois de production dans la chaîne de valeur du photovoltaïque solaire. Ces investissements massifs lui ont permis de rendre ses fabricants plus compétitifs, grâce à des coûts inférieurs de 35 % à ceux de l'Europe, de 20 % à ceux des États-Unis et de 10 % à ceux de l'Inde. En 2021, la valeur des exportations chinoises de panneaux solaires photovoltaïques dépassait 30 milliards $, soit près de 7 % de l'excédent commercial de la Chine au cours des cinq dernières années. La Chine hébergeait 79 % de la capacité mondiale de production de polysilicium, matière première pour la fabrication des modules photovoltaïques, et l'Agence internationale de l'énergie prévoit que cette part passera bientôt à 95 % ; elle recommande aux gouvernements de faciliter les investissements dans la fabrication pour éviter un accident majeur pour l'énergie solaire dans le monde.
Selon les données du cabinet Wood Mackenzie, les exportations de panneaux solaires chinois ont augmenté de 64 % en valeur en 2022, atteignant 52 milliards de dollars. La Chine a exporté 154 GW de modules solaires, dont 56 % vers l'Europe. En 2022, les modules chinois étaient 57 % moins coûteux que ceux produits aux États-Unis ou en Europe. Les capacités d'exportation de la Chine dans les cellules solaires et les wafers (galettes de silicium qui permettent de fabriquer les panneaux solaires) doivent dépasser 230 GW en 2026, suffisant pour faire face à la demande mondiale.

## Économie, prospective

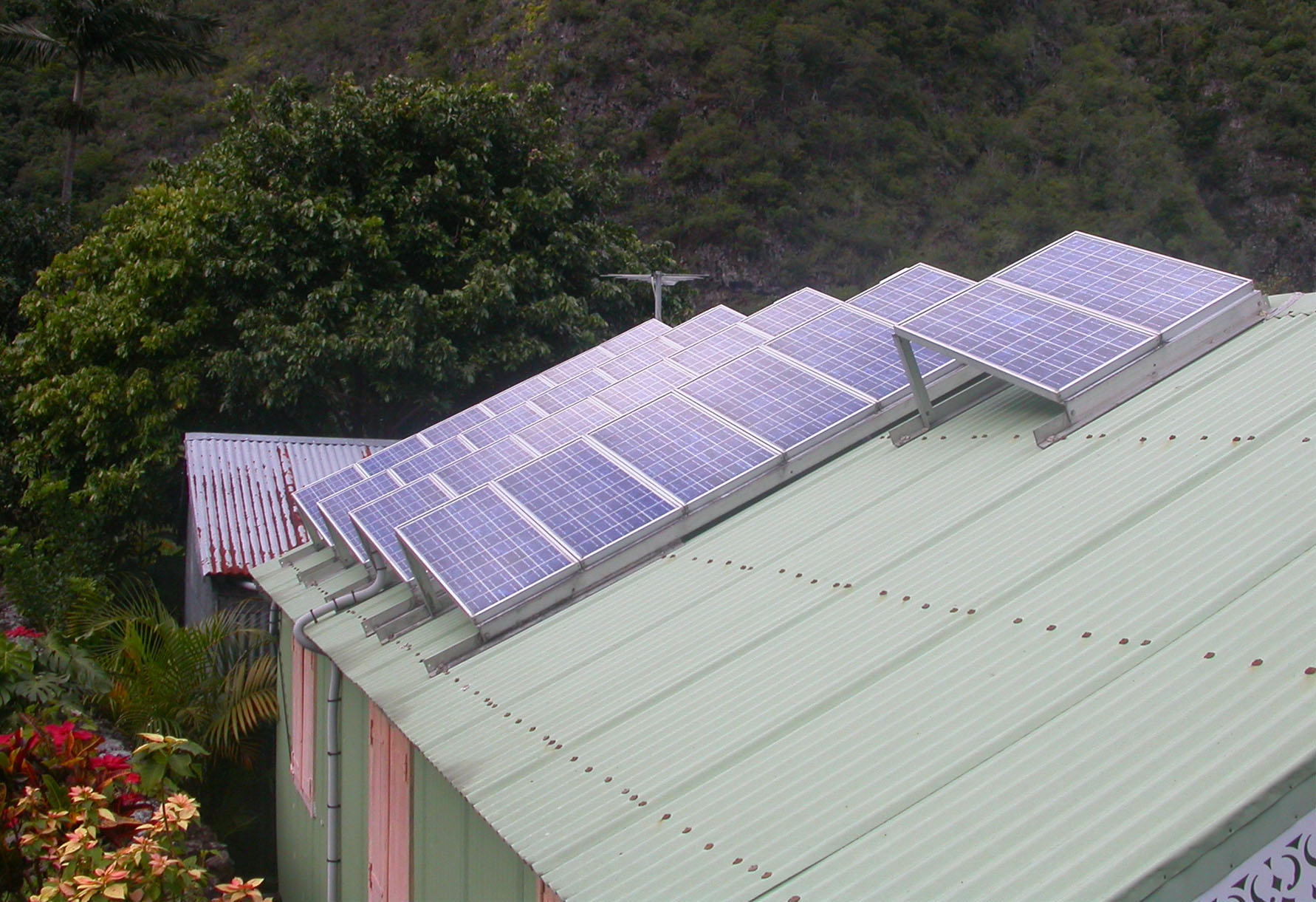
L'énergie solaire est particulièrement adaptée aux lieux isolés ensoleillé, par exemple ici dans le village de Grand Bassin (La Réunion).

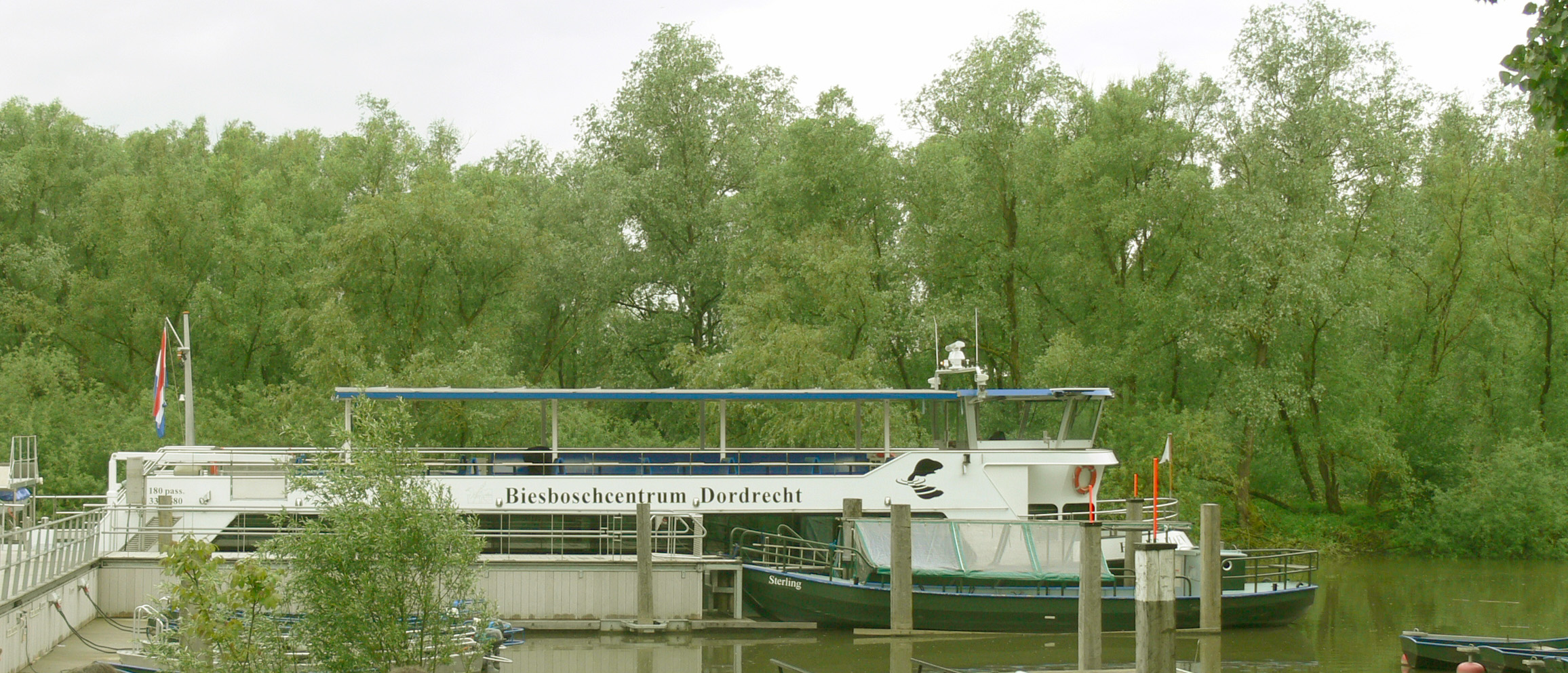
Ce bateau solaire de 180 places a été affrété par l'ONG Natuur monumenten pour le centre d'interprétation de la nature de Dordrecht pour visiter les zones humides du parc national De Biesbosch (9000 ha) aux Pays-Bas. Il a coûté un million d'euros et comprend un moteur Diesel complémentaire ou de secours.

Un marché mondial du photovoltaïque a été créé par les besoins d'électrification de systèmes isolés du réseau tels les satellites, bateaux, caravanes et d'autres objets mobiles (montres, calculatrices…), ou de sites et instrumentations isolés. Le progrès des techniques de production de cellules photovoltaïques a entraîné, à partir des années 1990, une baisse des prix qui a permis d'envisager, moyennant des soutiens étatiques divers, une production de masse pour le réseau électrique, production qui pourrait s'étendre à la production auto-consommée intégrée dans les réseaux intelligents (smart grids), à partir de murs et toitures et dans la perspective d'une énergie propre et décentralisée, via des services éventuellement partagés tels ceux prônés par Jeremy Rifkin dans son concept de troisième révolution industrielle.
En 2024, environ 554 à 602 GWc, de nouveaux systèmes photovoltaïques ont été mis en service dans le monde, portant la puissance installée cumulée à 2 246 GWc à la fin 2024. La Chine à elle seule a installé 309 à 357 GWc, soit 56 à 59 % du marché mondial. 34 pays ont installé au moins 1 GWc en 2024 et 23 pays atteignent une puissance installée cumulée supérieure à 10 GWc. Les surcapacités massives persistent, accélérant la chute des prix des modules et menaçant les constructeurs de faillite. Le photovoltaïque a pour la première fois fourni plus de 10 % de l'électricité consommée dans le monde. Dans plus de 20 pays, le photovoltaïque couvre plus de 10 % de la demande nationale d'électricité.
En 2023, 407 à 446 GWc de systèmes photovoltaïques ont été mis en service dans le monde, portant la puissance installée cumulée à environ 1 624 GWc à la fin 2023. La Chine à elle seule a installé 235 à 277 GWc, soit près de 60 % du marché mondial. 18 pays ont des taux de pénétration supérieurs à 10 %. Malgré l'explosion des ventes causée par la chute des prix, la production de modules photovoltaïques dépasse largement la demande, si bien que les stocks de modules sont estimés à 150 GWc.
En 2022, 240 GWc de systèmes photovoltaïques ont été mis en service dans le monde, portant la puissance installée cumulée à environ 1 185 GWc à la fin 2022. Une douzaine de pays ont des taux de pénétration supérieurs à 10 % (plus de 19 % en Espagne).
En 2021, au moins 175 GWc de systèmes photovoltaïques ont été mis en service dans le monde. Les dix principaux marchés, tous supérieurs à 3 GWc, ont totalisé 74 % du total mondial.
En 2020, les mises en service ont été d'au moins 139,4 GWc dans le monde, malgré la pandémie de Covid-19.
En 2019, au moins 114,9 GWc de systèmes photovoltaïques ont été installés dans le monde, soit 12 % de plus qu'en 2018 ; à titre de comparaison, 1 GW est la puissance électrique moyenne d'un réacteur nucléaire des années 1970, l'EPR a une puissance de 1,65 GW ; mais 1 GW nucléaire produit en moyenne 7 à 8 TWh/an (soit un facteur de charge de 80 à 91 %), contre 1,2 TWh/an pour 1 GWc photovoltaïque en France (facteur de charge de 13,5 % en 2019).
Selon une estimation théorique de l'Agence internationale de l'énergie (AIE) effectuée à partir de la puissance installée à la fin de l'année 2021, le photovoltaïque peut produire environ 6,2 % de l'électricité mondiale fin 2022 et environ 8,7 % dans l'Union européenne. L'Espagne est le pays où le solaire photovoltaïque assure la part estimée la plus élevée de la production nationale d'électricité : 19,1 %.
Selon l'ADEME (2016), l'énergie solaire photovoltaïque est « une composante importante des politiques énergétiques et climatiques ». Disponible partout, offrant un fort potentiel de développement et un impact environnemental faible, c'est une technologie facilement modulable ; sa pose sur les bâtiments permet un déploiement sans emprise au sol ; ressource énergétique locale, elle peut être valorisée dans une perspective d’autoconsommation. Elle présente cependant des points faibles : énergie fluctuante nécessitant le développement des réseaux intelligents et de solutions de stockage, impact sur le réseau de distribution, occupation des sols des centrales photovoltaïques pouvant entraîner des risques de conflits d’usage avec des terres agricoles ou forestières, problèmes d'échauffement des modules, utilisation de métaux rares par certaines technologies minoritaires. Progressant rapidement en matière d'efficacité et de coût, elle devrait, en France, « atteindre la compétitivité économique dans les prochaines années et se présente comme un élément de réponse durable à la demande d’électricité ». Les contraintes d'occupation des sols doivent favoriser les installations sur grandes toitures (entrepôts, bâtiments commerciaux ou industriels).

### Emplois
L'industrie photovoltaïque employait directement environ 435 000 personnes dans le monde en 2012, dont 265 000 personnes en Europe, selon l'EPIA ; près d'un million d'emplois dépendent indirectement de cette filière, dont 700 000 dans l'installation, la maintenance et le recyclage des systèmes PV ; les scénarios de l'EPIA prévoient jusqu'à 1 million de créations d'emplois en Europe d'ici 2020. La production d'un MWc induit la création de 3 à 7 emplois équivalent temps pleins directs et 12 à 20 indirects.
La filière photovoltaïque représenterait entre 20 000 et 35 000 emplois en France, situés « dans l'aval de chaîne de valeur (développement de projet, installation…) » et non dans la partie la plus innovante (recherche, fabrication). Le moratoire photovoltaïque en France, qui a duré de décembre 2010 à mars 2011, pourrait entraîner plus de 5 000 suppressions de postes.

### Capacités de production mondiales
Depuis 2012-2013, le marché mondial photovoltaïque souffre de surcapacités, la production dépassant la demande à cause de la prolifération de compagnies chinoises émergeant très rapidement avec des capacités de production annuelle de plusieurs gigawatts. Plus récemment, un changement qualitatif est également venu de Chine : la technologie des cellules monocristallines a gagné du terrain et en 2018 elle a dépassé celle des cellules polycristallines ; cette évolution est due à la compagnie LONGi, le plus grand fabricant mondial de cellules, dont la production de cellules monocristallines est passée de 3 GWc en 2014 à 15 GWc en 2017 et 28c GW en 2018 ; elle prévoit de passer à 45 GWc en 2020 ; elle fabrique également des modules photovoltaïques et prévoit de porter sa capacité de production de modules de 8 GWc en 2018 à 13 GWc fin 2019. De plus, les rendements des cellules progressent rapidement.
En 2019, plusieurs fabricants chinois ont annoncé leur intention d'augmenter fortement leurs capacités de production afin de mettre à profit les économies d'échelle et de répondre à la croissance de la demande mondiale. LONGi Green Energy technology a signé un accord pour la construction d'une nouvelle usine de 20 GWc à Chuxiong, dans le Yunnan, avec une option pour passer à 40 GWc ; LONGi compte atteindre en 2021 une capacité de 65 GWc. En avril 2020, GCL-System Integration Technology, dont la capacité atteint 7,2 GWc, annonce la construction d'une usine de 60 GWc à Hefei, dans la province de l'Anhui, en quatre phases de 15 GWc de 2020 à 2023.
En 2023, les capacités de production chinoises ont atteint le double de la demande mondiale, selon Goldman Sachs. Les usines n'y sont utilisées qu'à 44 % de leurs capacités. Selon Wood Mackenzie, les capacités de production chinoises de modules solaires ont été presque triplées sur la seule année 2022, passant de 198 GWc par an à 562 GWc par an. Puis elles ont de nouveau été quasiment doublées en 2023, atteignant à près de 1 TWc par an, soit plus que la demande prévue en 2035. Au début de 2024, la Chine se retrouvait à la tête de 80 % des capacités de production mondiales. Il en a résulté un effondrement des prix : le prix moyen d'un panneau chinois mi-2024 est tombé à 11 c€/Wc, en baisse de 40 % en un an, alors qu'un panneau américain coûte encore 27,5 c€/Wc, malgré une baisse de 30 % en un an. Ces surcapacités auraient déjà entraîné en 2023, selon Wood Mackenzie, l'annulation ou la suspension de 190 GWc de capacité à travers le monde. Le gouvernement chinois a promulgué avant l'été une série de lois visant à promouvoir l'innovation et la qualité, aux dépens de projets qui ne viseraient qu'une extension des capacités. Selon Goldman Sachs, le taux d'utilisation des usines chinoises devrait remonter de 44 % de leurs capacités en 2023 à 69 % entre 2026 et 2028. Les capacités chinoises seraient alors encore supérieures de 38 % à la demande mondiale.
Entre 2022 et 2024, les capacités chinoises de production de panneaux photovoltaïques sont passées d'environ 500 GWc à 1 200 GWc, selon BloombergNEF. En 2024, la demande a ralenti, en raison de la baisse des subventions et de l'incertitude électorale dans de nombreux pays, atteignant 495 GWc. Cette surcapacité a fait chuter les prix des modules photovoltaïques à 9 centimes de dollars par watt contre 20 centimes au premier semestre 2023. En réaction, 30 fabricants chinois de panneaux solaires ont passé en décembre 2024 un accord, se répartissant des quotas de production à ne pas dépasser. En 2025, les prix des modules photovoltaïques devraient augmenter pour atteindre environ 15 centimes de dollars par watt, selon Wood Mackenzie.

### Acteurs du marché

#### Associations professionnelles
En Europe, SolarPower Europe regroupe un grand nombre d'entreprises de la filière photovoltaïque, depuis la production de cellules jusqu'à leur installation et à la production d'électricité photovoltaïque, et représente la filière auprès des institutions européennes.
En France, Enerplan, Syndicat des professionnels de l'énergie solaire, créé en 1983, revendique 150 adhérents en 2013 et le Syndicat des énergies renouvelables regroupe les acteurs de l'ensemble des filières renouvelables : solaire, éolien, hydraulique, biomasse, énergies marines.

#### Principaux fabricants de modules

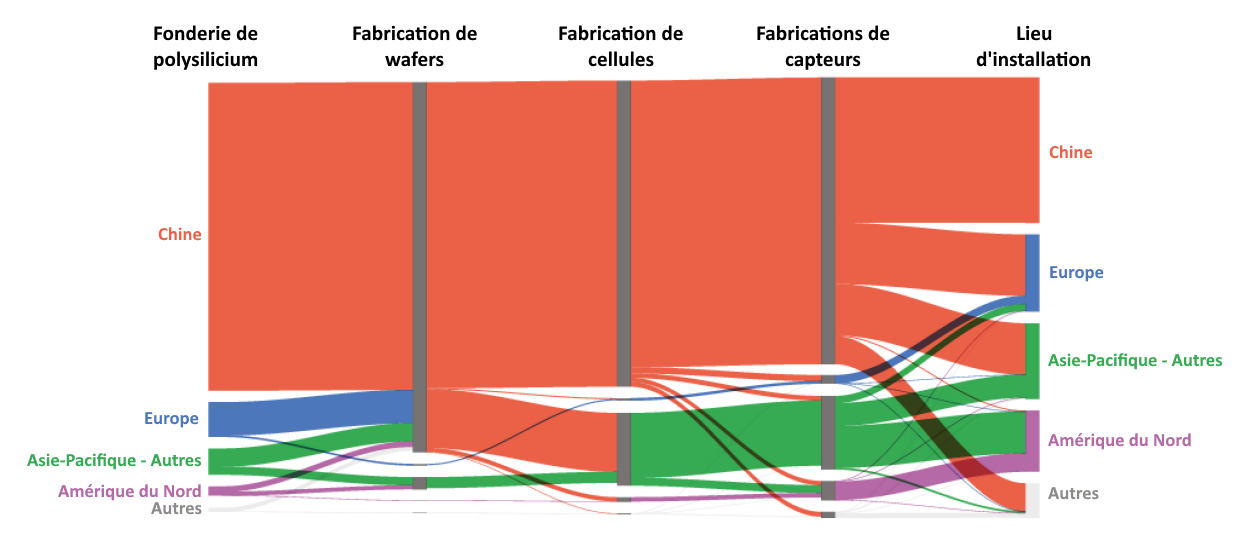
Flux commerciaux de la chaîne d'approvisionnement du photovoltaïque en 2021.

Entre 2022 et 2024, les capacités chinoises dans la production de panneaux solaires ont plus que doublé, passant d'environ 500 GW à 1 200 GW, selon BloombergNEF. Mais le marché s'est retourné en 2024, et la Chine, qui concentre à elle seule 75 % de la production mondiale dans le solaire, s'est alors retrouvée avec une offre deux fois supérieure à la demande mondiale (495 GW de capacité installée en 2024), selon Wood Mackenzie. Cette surcapacité a fait chuter les prix des panneaux solaires, passés fin 2023 sous la barre symbolique de 1 yuan par watt, puis tombant en 2025 à 0,6 ou 0,7 ¥/W, soit environ 7 centimes d'euros. Longi, le géant chinois numéro 1 mondial des cellules photovoltaïques et numéro 2 des panneaux solaires, a enregistré en 2024 des pertes équivalentes à 1,2 milliard de dollars, abaissé de 13 % sa production de cellules, à 108 GW, et licencié 5 % de ses effectifs fin 2023.
De janvier à septembre 2022, la Chine a exporté 121,5 GWc de modules, soit une augmentation de 89 % d'une année sur l'autre, dont 67,8 GWc vers l'Europe (+121 %), malgré des retards sur de nombreux projets en raison d'une pénurie de main-d’œuvre pour l'installation, doublée d'une pénurie d'onduleurs. Le conflit russo-ukrainien et la flambée des prix de l'énergie ont accéléré la transition énergétique en Europe. Hormis les Pays-Bas, plaque tournante du transport en Europe, les cinq principaux importateurs de modules chinois sont l'Espagne (9 GWc), l'Allemagne, la Pologne, la Grèce et le Portugal. Grâce notamment à des coûts de production inférieurs de 35 % à ceux de l'Europe et de 20 % à ceux des États-Unis, la Chine héberge sept des dix premiers fabricants au monde de panneaux solaires, dont les trois plus gros.
En 2020, les cinq principaux producteurs de cellules mondiaux sont tous chinois : Tongwei Solar, LONGi Green Energy Technology, Shanghai Aiko Solar Energy, JA Solar Technology et Jinko Solar ; de même pour les fabricants de modules : LONGi, Jinko, Trina Solar, JA Solar et Canadian Solar (sino-canadien). La part de la Chine dans la production de cellules photovoltaïques atteint 77,7 % ; sa production de cellules s'est élevée à 135 GW, en progression de 22 % ; sa capacité de production de cellules atteint 200 GW/an à la fin de 2020. Sa part dans la production de modules photovoltaïques atteint 69,8 %, sa production de modules 124,6 GW sur une capacité de production de modules 244 GW/an. Les autres pays producteurs sont la Malaisie (6,4 % des cellules et 4,2 % des modules), le Vietnam (5,4 % et 7,9 %) et la Corée du sud (3,5 % et 5,2 %) ; les parts de marché des États-Unis sont de 1,2 % dans les cellules et 3,2 % dans les modules et celles de l'Europe de 0,2 % et 1,8 %.
Les dix plus grands fabricants de modules photovoltaïques se partageaient en 2018 plus de 62 % du marché mondial :
| Compagnie                          | Pays         | Livraison de modules 2018 (GWc) | Livraison de modules 2019 (GWc) |
| ---------------------------------- | ------------ | ------------------------------- | ------------------------------- |
| Jinko Solar                        | Chine        | 11,4                            | 14,3                            |
| JA Solar                           | Chine        | 8,8                             | 10,3                            |
| Trina Solar                        | Chine        | 8,1                             | 9,7                             |
| LONGi Green Energy Technology (en) | Chine        | 7,2                             | 9,0                             |
| Canadian Solar                     | Canada       | 6,6                             | 8,6                             |
| Hanwha Q-Cells                     | Corée du Sud | 5,5                             | 7,3                             |
| Risen Energy                       | Chine        | 4,8                             | 7,0                             |
| First Solar                        | États-Unis   | 2,7                             | 5,4                             |
| GCL                                | Chine        | 4,1                             | 4,8                             |
| Shunfeng                           | Chine        | 3,3                             | 4,0                             |

En 2013, la Chine comptait cinq des dix grands, et aucun européen ne figurait plus dans le palmarès ; ces cinq entreprises chinoises ont produit près de 60 % de la production totale de ces dix leaders. Après la chute des coûts de production et des prix, divisés par deux en trois ans, et la vague de faillites qui en a résulté, la consolidation semble achevée et le marché devrait repartir sur une progression de 30 % par an dès 2014 ; les industriels chinois, malgré leur très fort endettement, sont de loin les mieux positionnés, mais l'américain First Solar reste très bien positionné sur les marchés américain et indien, de même que Sharp sur le marché japonais ; au cours de la phase de consolidation, les grands fabricants mondiaux ont continué à accroître leurs capacités de production et ont donc renforcé leur suprématie ; en Chine, les acteurs de second rang sont en train de disparaître.
La Chine à elle seule a produit dès 2010 près de la moitié des cellules photovoltaïques du monde, et c'est aussi en Chine que la majorité des panneaux sont assemblés.[réf. nécessaire]

#### Consolidation industrielle et accusations de dumping

Part de marché des principaux pays producteurs de cellules photovoltaïques.

En 2011, l'Allemagne et l'Espagne ont diminué fortement les subventions de ce secteur. La production mondiale est depuis mi-2011 supérieure à la demande, et la chute des prix associée à la forte concurrence des producteurs chinois met bon nombre d'entreprises européennes et américaines en difficulté. Le fabricant américain Evergreen Solar dépose son bilan en août 2011, le fabricant américain Solyndra en octobre 2011, le fabricant français Photowatt en novembre 2011, le fabricant allemand Solon en décembre 2011, le fabricant allemand Solarhybrid en mars 2012, l'installateur français Evasol en mars 2012, le fabricant allemand Q-Cells, un des leaders mondiaux de la fabrication de cellules photovoltaïques, en avril 2012, le fabricant allemand Sovello en mai 2012 ; le 10 mai 2017, Solarworld, le dernier gros fabricant allemand de panneaux photovoltaïques, a annoncé son dépôt de bilan. La branche photovoltaïque n'employait plus que 32 000 personnes en Allemagne en 2015, contre plus de 100 000 en 2012, selon les chiffres du ministère de l'Énergie.
Selon GTM Research, les coûts de production des modules premium des marques chinoises renommées ont diminué de plus de 50 % entre 2009 et 2012, passant de 1 à 0,46 €/W ; la poursuite de cette baisse était prévue jusqu'à 0,33 €/W en 2015, grâce à de nouvelles innovations techniques. Selon les industriels occidentaux, la chute vertigineuse des prix n'était pas seulement due aux innovations technologiques, à la baisse du prix du silicium et aux économies d'échelle, mais résultait également d'une stratégie de dumping des fabricants chinois, qui visaient avec l'appui de leur gouvernement à contrôler la totalité du marché mondial. Les États-Unis ont annoncé dès octobre 2012 la mise en place de droits de douane sur les importations de cellules et modules chinois, et l'Union européenne a annoncé en septembre 2012 l'ouverture d'une enquête antidumping, à la suite d'une plainte déposée par EU ProSun, une association de 25 fabricants européens de modules solaires. Mais la Chine importait de grandes quantités de silicium d'Europe et des États-Unis ; la Chine a annoncé en octobre 2012 l'ouverture d'une enquête antidumping sur les importations de silicium polycristallin en provenance de l'Union européenne, après avoir fait de même en juillet pour celles des États-Unis ; le gouvernement allemand, dont l'industrie exporte et investit massivement en Chine, pressait pour une solution amiable ; le 4 juin 2013, Bruxelles avait conclu au dumping de la part de l'industrie chinoise, qui affiche avec l'Europe un excédent commercial de 21 milliards de dollars dans les équipements solaires, et annoncé le relèvement de ses droits de douane de 11,8 % dans un premier temps avant de les augmenter de 47,6 % à partir du 6 août. Un accord a été négocié et conclu en juillet 2013 sur un prix minimum de vente de 0,5 €/W solaire fourni et sur un volume maximum d'exportation vers l'Europe de 7 GW, soit 60 % du marché européen, alors que les Chinois ont pris 80 % du marché en 2012, mettant en faillite une trentaine d'entreprise européennes.
Le groupement européen d'entreprises de panneaux solaires EU ProSun a dénoncé le 5 juin 2014 auprès de la Commission européenne quelque 1 500 violations par les entreprises chinoises des règles anti-dumping qu'elles s'étaient engagées à respecter : ces entreprises chinoises proposent des prix inférieurs au prix plancher ayant fait l'objet d'un accord ; selon EU ProSun, « aucun d'entre eux ne semble respecter les prix minimum ; les produits solaires chinois à prix cassés continuent d'inonder le marché et détruisent l'industrie et les emplois européens ».
En 2015, les surcapacités ont disparu, y compris en Chine ; la croissance du marché global du photovoltaïque devrait atteindre 33 % par rapport à 2014, le marché atteignant 58,8 GW ; les prix moyens des galettes de silicium ont commencé à grimper depuis juin.
Une étude commandée à IHS Markit par Solar Alliance for Europe (SAFE), réseau d'entreprises européennes (surtout allemandes) du secteur solaire, conclut que les coûts de production des modules photovoltaïques en Chine sont inférieurs de 22 % à ceux de l'Europe du fait des économies d'échelle, d'une large chaine locale d'approvisionnement et d'un degré élevé de standardisation. Le prix minimum à l'importation imposé par l'Union européenne pénalise donc gravement la croissance de l'énergie solaire.
En octobre 2016, 403 entreprises intervenant dans la chaîne de valeur du secteur (acier, chimie, ingénierie, développement, installation) adressent une lettre à la commissaire européenne au Commerce, Cecilia Malmström pour réclamer l'abandon des mesures antidumping, qui leur ont fait perdre des emplois ; ils sont soutenus par l'association SolarPower Europe, qui compte 175 entreprises membres, ainsi que par les ONG (Greenpeace, WWF), qui estiment qu'elles nuisent au développement du photovoltaïque en Europe.
En janvier 2018, Donald Trump signe l'instauration de nouvelles taxes douanières sur les panneaux solaires, au taux de 30 % de la valeur des produits la première année (avec une exemption sur les 2,5 premiers gigawatts) ; ils descendront ensuite jusqu'à 15 % la quatrième année. Selon Washington, la Chine produit 60 % des cellules photovoltaïques et 71 % des panneaux solaires dans le monde.
Le 3 septembre 2018, les taxes antidumping européennes sur les panneaux solaires chinois sont supprimées.

#### Projets de relocalisation
Alors que 30 % des modules photovoltaïques dans le monde étaient produits en Europe en 2007, ils étaient moins de 3 % en 2017. Fin 2020, à la suite de la crise économique liée à la pandémie de Covid-19 et dans le contexte du Pacte vert pour l'Europe et des plans de relance lancés en 2020, plusieurs initiatives se font jour pour tenter de recréer une industrie photovoltaïque européenne. Mi-décembre 2020, le groupe sino-norvégien Rec Solar officialise son projet de création d'une méga-usine de panneaux solaires en Moselle, à Hambach. Grâce à un partenariat technologique avec l'Institut national de l'énergie solaire (INES, CEA-LITEN), Rec envisage de produire 2 GWc de panneaux par an, l'équivalent de deux fois la capacité installée en moyenne en France chaque année. D'importants soutiens publics sont envisagés, mais le projet suscite peu d'intérêts de partenaires privés, faute de confiance sur la robustesse financière du projet et sur la présence, au capital de Rec Solar, du groupe chinois ChemChina, lié à l'État chinois. D'autres projets sont en cours : en juillet 2020, les fabricants de panneaux Systovi (Nantes) et Voltec Solar (Alsace) annoncent un projet de fusion pour se relancer en changeant d'échelle, visant une capacité de production annuelle portée à 1 GWc ; en Allemagne, le groupe suisse Meyer Burger travaille sur le lancement d'un nouveau site de production de cellules et de panneaux d'une capacité devant atteindre 1,4 GWc. Ces projets misent sur une croissance exponentielle du marché européen ainsi que sur la technologie émergente d'hétérojonction, qui atteindrait des rendements des rendements de 6 %, voire 7 % supérieurs à ceux des technologies silicium traditionnelles. Ils appellent aussi la Commission européenne à labelliser le photovoltaïque comme un « projet industriel européen d'intérêt commun » (IPCEI), ce qui lui permettrait de disposer d'aides d'État sans enfreindre les règles de la concurrence, comme pour le lancement des projets d'« Airbus des batteries ».
En novembre 2022, après huit ans de recherche au sein de l'Institut photovoltaïque d'Ile-de-France (IPVF), Voltec Solar et l'IPVF annoncent leur projet de passer à la mise en production et à la commercialisation, dès 2025, d'une nouvelle technologie de panneaux photovoltaïques, où de fines couches de pérovskite sont déposées sur des cellules en silicium. Cette technique permettrait d'atteindre un rendement de conversion de la lumière en énergie de 30 %, contre 23 % au mieux avec les technologies actuelles. Ils espèrent un soutien dans le cadre de France 2030 afin d'assembler l'année suivante une ligne pilote, puis un démonstrateur industriel de 200 MW, puis, à compter de 2025, l'équipement d'une usine de 5 GW et la commercialisation.
En 2021, selon Wood Mackenzie, la Chine détenait une capacité de production de modules de 149 GWc par an, soit 78 % du total mondial ; le reste de l'Asie représente 30 GWc (16 %), l'Europe 3 GWc (2 %) et les États-Unis 7 GWc (4 %). En 2022, la loi Inflation Reduction Act (IRA) déclenche une vague d'investissements pour produire de l'électricité verte : environ 30 GWc de capacité de fabrication de modules sont annoncés aux États-Unis, dont 3 GWc pour une usine de l'italien Enel. La loi IRA prévoit un crédit d'impôt de 30 % sur les investissements, ou, au choix, un crédit d'impôt pendant dix ans « pour chaque composant produit au niveau national ».
En 2022, la pénurie de silicium et les tensions sur les matières premières ont fait progresser le prix des panneaux de près de 50 % pour atteindre 35 centimes le watt, mais en 2023, les prix se sont effondrés : en septembre, les panneaux coûtent près de 14 centimes le watt en Chine et 17 centimes en Europe. Alors que le Net Zero Industry Act fixe l'objectif de rapatrier la production de 30 GWc de panneaux solaires en Europe, la Chine a augmenté ses investissements dans des capacités de production afin de gagner des parts de marché, conduisant à la chute des prix. Les derniers fabricants européens risquent la faillite : le norvégien Norwegian Crystals, l'un des derniers fabricants européens de lingots de silicium, a déposé le bilan fin août, et NorSun, un autre fabricant norvégien, annonce suspendre sa production jusqu'à la fin de l'année. L'association professionnelle SolarPower Europe appelle à une « action immédiate » des pouvoirs publics : rachat par des entités européennes des stocks de modules des fabricants européens dont les dépréciations sont imminentes, accélération de l'adoption du Net Zero Industry Act et introduction dans les appels d'offres des États de critères permettant de privilégier les panneaux solaires produits dans l'Union européenne.

### Prix des équipements

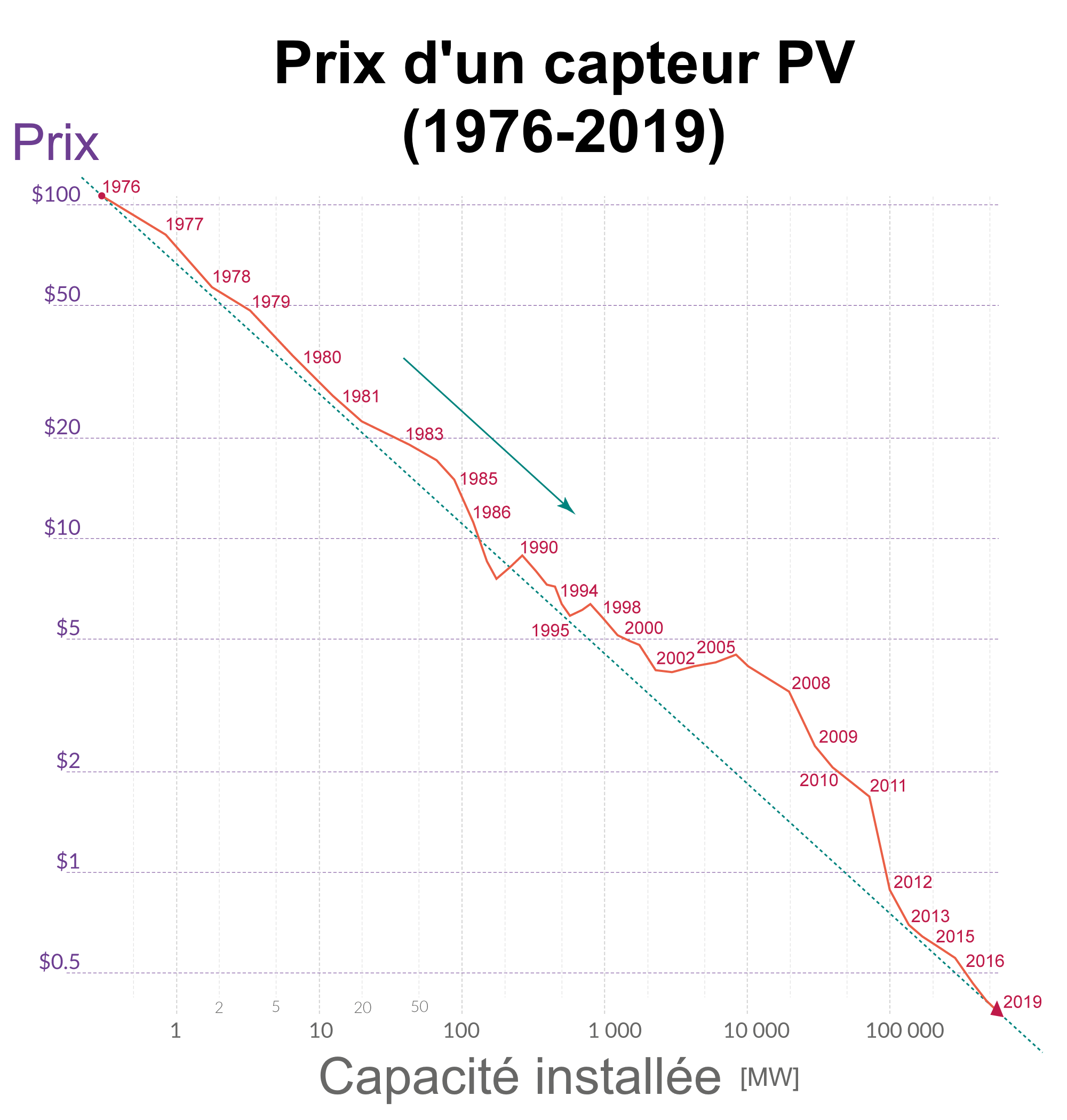
Évolution entre 1976 et 2019 du prix d'un capteur solaire photovoltaïque selon la capacité installée.

La méthode la plus répandue pour calculer le coût d'une installation photovoltaïque est de considérer le prix par watt des capteurs. Historiquement, la baisse de ce prix suit la loi de Swanson, qui observe que le prix d'un module diminue de 20,2 % à chaque doublement de la capacité photovoltaïque installée,.
En 1976, le prix d'un module solaire, ajusté en fonction de l'inflation, est de 106 dollars américains par watt ($/W). Cela représente alors une baisse de prix de 94 % par rapport à 1956, mais un prix élevé par rapport aux autres modes de production d'énergie.
Au début des années 2000, notamment entre 2004 et 2008, le prix du module se stabilise entre 3,5 et 4 $/W. Cette stabilisation est due à une pénurie de polysilicium et aux programmes d'incitation allemands et espagnols qui permettent aux entrepreneurs de payer ces prix. Après la crise économique mondiale de 2008, le gouvernement de l'Espagne abandonne le programme d'incitation et le marché du photovoltaïque devient plus compétitif ; les fabricants de modules renoncent alors à une partie de leurs marges et le prix du module passe à 2 $/W en 2009. Parallèlement, le prix total des installations baisse cependant de manière régulière depuis 2004 grâce à une baisse du prix du reste du matériel nécessaire — représentant environ 60 % du prix total d'une installation à cette période — et à une meilleure chaîne d’approvisionnement.
Depuis le début des années 2010, le prix des capteurs est inférieur au prix du reste de l'installation. Le prix du module franchit la barre des 1 $/W en 2011. Dans l'industrie du photovoltaïque, c'est la première fois que la parité réseau est considérée comme atteinte. La baisse du prix du module prend cependant de nombreux acteurs du marché par surprise, et plusieurs grandes entreprises annoncent leur faillite en 2011 et 2012.
Entre 2009 et 2021, le prix des capteurs en silicium cristallin a baissé de 88 % globalement et de 95 % en Europe, et ce malgré une augmentation du prix en 2021 due à des pénuries et à l'augmentation du prix des matières premières,. En décembre 2021, le prix d'un capteur standard est de 0,32 $/W, mais ce prix peut varier entre 0,2 et 0,42 $/W selon la qualité du capteur considéré. Concernant le prix total d'une installation, la moyenne du coût total pondérée par la capacité des projets mis en service en 2021 est de 857 $/kW — soit 81 % de moins qu'en 2010. Le 95e centile se situe alors à 1 982 $/kW et le 5e centile à 571 $/kW.

### Coût du kilowatt-heure

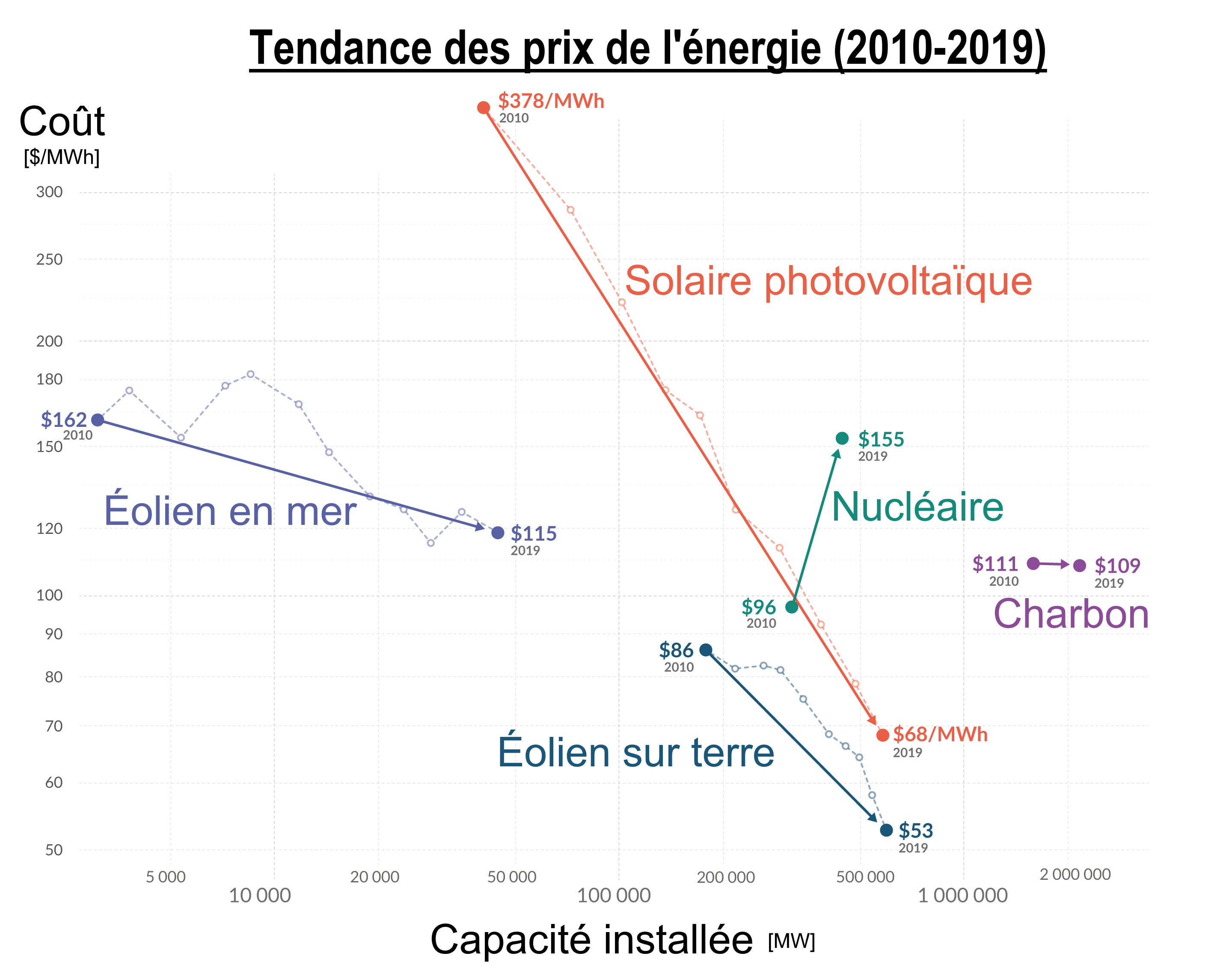
Évolution des coûts actualisés de l'énergie des nouvelles installations de solaire photovoltaïque, d'éolien, de nucléaire et de charbon entre 2010 et 2019.

Le coût actualisé de l'énergie est la méthode la plus répandue pour calculer le coût du kilowatt-heure produit par une installation photovoltaïque. Il a l'avantage de prendre en compte une estimation de la production de l'installation à long terme. Cela permet une plus grande précision sur la durée de vie de l'installation par rapport à d'autres méthodes, comme le retour sur investissement et le taux de rentabilité interne.
Le coût actualisé de l'énergie peut être considéré comme le prix minimum auquel l'électricité produite doit être vendue pour que l'installation soit rentable. En ciblant l'analyse sur la production d'énergie, le prix total de l'installation et sa durée de vie, il permet de comparer les coûts de différentes sources d'énergie entre elles. Pour le photovoltaïque, le coût actualisé dépend du rayonnement solaire à l'emplacement de l'installation, des spécificités de ses composants, de sa planification, de son installation et de sa maintenance. Puisqu'il est nécessaire de poser des hypothèses à long terme pour certains de ces facteurs, le coût calculé peut comporter des erreurs.
Entre 2010 et 2021, la moyenne mondiale pondérée du coût actualisé de l'énergie du photovoltaïque a baissé de 88 %, passant de 0,417 à 0,048 $/kWh. La fourchette de prix a également diminué. En 2021, les installations entre le 5e et le 95e centile ont des coûts allant de 0,029 à 0,120 $/kWh, soit un déclin de respectivement 86 et 77 % par rapport aux prix de 2010. En comparaison, le coût de l'électricité de source éolienne est de 0,033 $/kWh à terre et 0,075 $/kWh en mer.
Selon un rapport publié par la banque Lazard en avril 2023, le coût complet de production de l'énergie solaire (LCOE) en Amérique du Nord augmente pour la première fois depuis la fin des années 2000. Il atteint 60 $/MWh début 2023, en hausse de 40 % par rapport à 2021 ; il a chuté de 359 $/MWh en 2009 à 36 $/MWh en 2021. L'ensemble des autres modes de production d'électricité ont connu des hausses substantielles : le coût de production des centrales à gaz atteint 70 $/MWh ; le solaire et l'éolien restent les modes de production les plus compétitifs pour produire de l'électricité, si l'on met de côté les coûts de raccordement ou de stockage.

#### Comparaison des coûts
Évaluer le coût d'une énergie implique de faire des hypothèses sur les taux d'intérêt, les frais de maintenance futurs (dont ceux de personnel), de combustible (pour les énergies fossiles ; ce qui signifie qu'on fait une hypothèse sur son prix dans plusieurs années), les durées d'utilisation de l'équipement (amortissement), etc. Chaque étude choisit ses hypothèses et donc les résultats peuvent varier.
Les centrales photovoltaïques de grande taille étaient déjà compétitives en 2014 dans les pays bénéficiant d'un fort ensoleillement.
Un consortium entre Masdar City à Abou Dabi et le saoudien Abdul Latif Jameel a proposé en juin 2016 un tarif de 29,9 €/MWh pour 800 MW dans le cadre d'un appel d'offres s'inscrivant dans un projet global de 5 000 MW d'ici à 2030 pour les Émirats arabes unis.
Le 12 août 2019, le prix du MWh photovoltaïque au Portugal s’est établi à 14,76 €, battant ainsi le record mondial du mégawatt-heure solaire le moins cher. Le record précédent remontait à 2017 au Mexique, où le coût de production avait atteint 16,5 €/MWh. Damien Ernst, ingénieur énergéticien, prévoit que le coût du mégawatt-heure solaire pourrait descendre à 10 € d’ici la fin 2022.

#### Coût du stockage
Le stockage, qui permet de résoudre le problème de l'intermittence de l'énergie solaire, devient compétitif dans certaines situations en 2015. Ainsi, les prix proposés dans le cadre de l'appel d'offres solaire en cours en France sur les zones non interconnectées (notamment les DOM TOM), tenus d'intégrer des solutions de stockage seraient, selon les professionnels, tombés à 250 €/MWh, ce qui correspond, dans ces zones isolées, au coût de production de l'électricité par des moyens conventionnels (groupes diesel), notamment parce qu'il faut y acheminer le combustible. Il y a quelques années, les industriels ne parvenaient pas à descendre en dessous de 400 à 450 €/MWh. Les coûts des batteries ont chuté de façon spectaculaire ; les batteries lithium-ion, sont aujourd'hui construites à grande échelle par le Japonais Panasonic, les Coréens LG et Samsung, ou par le Français Saft. La recherche a permis de réduire leur taille et d'améliorer leurs performances, et l'industrialisation a généré des économies d'échelle. En deux ans, les prix ont été divisés par deux, et la baisse va se poursuivre. Dans bien des zones isolées ou souffrant de réseaux électriques défaillants, c'est de plus en plus souvent la solution qui s'impose : c'est le cas en Afrique, au Moyen-Orient, en Asie du Sud-Est. La PME française Akuo, qui a installé un tel système à La Réunion (Bardzour), décroche désormais des contrats en Indonésie, où le gouvernement cherche à renforcer les capacités de production dans ses nombreuses îles.

### Incitations étatiques au développement
Depuis le début des années 2000, des incitations financières (déductions fiscales, tarifs d'achat bonifiés de l'électricité produite pour le réseau public, certificats verts, etc.) encouragent l'installation de panneaux photovoltaïques, dans la plupart des pays, à des conditions particulières à chaque pays. Ses effets sont cependant freinés par ceux de la fiscalité noire, concurrente, qui continue à favoriser les énergies fossiles.

### Tarifs d'achat

#### Prix d'achat dans le monde
Selon l'Agence internationale de l'énergie (AIE), les coûts des centrales photovoltaïques de grande taille ont baissé des deux-tiers entre 2010 et 2015 (contre 30 % seulement pour l'éolien terrestre) ; sur 2015-2020, l'AIE prévoit une baisse supplémentaire d'un quart ; les prix contractuels d'achat à long terme des grandes centrales en construction en 2015 (à mettre en service de 2015 à 2019) étaient de :
- 58 $/MWh aux Émirats arabes unis ;
- 65 $/MWh en Afrique du Sud ;
- 65 à 70 $/MWh aux États-Unis ;
- 61 à 77 $/MWh en Jordanie ;
- 81 $/MWh au Brésil ;
- 85 à 89 $/MWh au Chili ;
- 90 $/MWh en Uruguay ;
- 88 à 116 $/MWh en Inde ;
- 95 $/MWh en Allemagne.

### Prix de marché négatifs en périodes d'excédents solaires
Alors que le parc solaire accélère sa croissance en Europe en 2022-2023, des situations d'excédents solaires se produisent de plus en plus souvent lorsque l'ensoleillement est très abondant pendant des périodes de faible demande d'électricité (week-ends, jours fériés), en particulier dans les pays où le taux de pénétration du solaire est le plus élevé. Mi-avril, les marchés de l'électricité ont ainsi atteint un plancher de −739,96 €/MWh aux Pays-Bas. Confrontées à ce même phénomène au printemps, la Pologne et la Tchéquie ont demandé à leurs producteurs renouvelables de cesser de produire pour stopper l'effondrement des prix. Début août 2023, une lettre envoyée par 19 associations professionnelles du photovoltaïque alerte la Commissaire européenne à l'énergie, Kadri Simson, sur le risque que ce phénomène fragilise les modèles économiques des développeurs solaires.

### Qualité et fiabilité des équipements
Dans le contexte du dérèglement climatique, notamment dans les zones exposées aux tremblements de terre, tsunamis, tempêtes et embruns marins, la rusticité et la fiabilité des matériaux, du matériel et des installations photovoltaïques est un enjeu majeur. Les systèmes doivent résister aux variations thermiques, à la neige, au gel et à la grêle, aux pics et vagues de chaleur et au vent. Par exemple, en 2019 au Texas, des grêlons de près de 7 cm ont détruit une ferme de modules alimentant environ 20 000 foyers, représentant un coût de 75 millions de dollars US pour les assurances ; mais, en février, dans ce même État, quand le gel a privé 10 millions de personnes d'électricité, causé 111 décès et coûté 130 milliards de dollars US, alors que la production thermique s'effondrait et que l'éolien était privé de vent, la production photovoltaïque n'a presque pas été affectée, générant 2 % de l'électricité de tout l'État.
Au début du xxie siècle, la plupart des modules sont garantis pour 25 à 35 ans (et moins de 1 % de ceux installés aux États-Unis tombent en panne au cours des cinq premières années), mais de nouvelles conceptions de cellules, des agencements de modules plus grands, plus légers et plus minces et la connexion d'un nombre croissant de cellules entre elles exigent une électronique plus complexe, alors que de nouveaux matériaux, de nouvelles technologies d'emballage et de rayonnage apparaissent, dont la fiabilité doit encore être prouvée. Des composants testés avec succès s'avèrent parfois défectueux 10 ans après. La filière industrielle du photovoltaïque doit corriger toutes ses vulnérabilités évitables, qui sinon ralentiront son déploiement et feront manquer des jalons climatiques-clés, exposant à un risque de réclamations d'assurance plus élevées, de revenus moindres et de risques financiers élevés. Pour cela, il faut des contrôles très fiables des installations et des prototypes de la prochaine génération de modules, une formation de qualité et des normes et garanties plus robustes.
En 2021, les normes de qualité ne concernent que les composants individuels (modules, diodes, boîte de jonction, etc.) et jamais l'ensemble d'un système photovoltaïque (lequel peut aussi être affecté par un mauvais assemblage, des différences de composants entre lots ou la présence d'un seul composant non qualifié, voire falsifié). De plus, la technologie évolue vite et les normes peinent à suivre et à s'harmoniser. En 2014, la Commission électrotechnique internationale (CEI) a initié un processus de certification internationale pour les applications d'énergies renouvelables (IECRE) avec inspections des usines et des produits, conclu par un premier certificat photovoltaïque en 2016, mais il est encore à étendre en 2021 à toutes les étape de la chaîne d'approvisionnement, comme dans l'industrie alimentaire. En 2021, les normes CEI garantissent des modules résistant à des grêlons de 25 millimètres, mais des certifications prenant en comte des grêlons plus gros sont en cours de développement. Pour ne pas rehausser inutilement les coûts produits et éviter la surconception, des certifications spécialisées pour des conditions extrêmes (désert, grand froid, ambiance équatoriale, mer/installation flottante, etc.) pourraient convenir à des zones à risque spécifique dans le monde.
Dans un marché du solaire très concurrentiel, l'acheteur final manque de donnée sur les matériaux et composants utilisés par le fabricant, et, par exemple lors de la pandémie de Covid-19, des ruptures ou retards de livraison pour les feuilles de fond, le polysilicium et le verre peuvent laisser craindre que des produits de moindre qualité ont été utilisés, pas toujours repérés par les tests de laboratoire. La traçabilité et l'étiquetage pourrait au moins s'inspirer des processus de la filière alimentaire.
Un enjeu de recherche et développement porte sur les processus physico-chimiques subtils de certains défaillances de matériaux et de systèmes, impliquant par exemple la diffusion et des réactions d'espèces chimiques que les essais en laboratoires n'arrivent pas toujours à reproduire. Par exemple, des panneaux AAA qui ont passé les tests standard d'exposition à la chaleur humide et à la lumière ultraviolette après 5 à 10 ans ont pour certains commencé à se dégrader en provoquant des courts-circuits, parce que les contraintes thermomécaniques dues à la fabrication et à une longue exposition à l'extérieur ne figuraient pas dans les tests standard (ce qui a été corrigé depuis) ; une autre défaillance inattendue est venue du fait que de nouvelles soudures (à basse température) subissent un mécanisme de vieillissement différent de celui des soudures conventionnelles, qui demandent un type de test adapté. En 2020 sont apparus des systèmes intégrant des capteurs (de vibrations, par exemple), permettant de mieux réagir aux effets de la glace, de la neige ou de tempêtes, de détecter de petits changements physicochimiques ou électriques annonçant potentiellement une dégradation. Pour ne pas reproduire ce type de biais, les installations d'essai devraient être plus grandes, plus complexes et proches des conditions réelles et elles pourraient s'inspirer des modalités de tests utilisées pour l'aviation ou l'aérospatial, en insistant sur une inspection rigoureuse à toutes les étapes ; les tests devraient y appliquer conjointement plusieurs facteurs de stress et reproduire les conditions extrêmes que les panneaux risquent de subir au moins une fois dans leur vie. Les meilleures pratiques, tout comme les informations sur la dégradation ou la défaillance de certains matériaux ou de composants, devraient être partagées dans le monde car la sécurité et la fiabilité des installations en dépendent. Les algorithmes d'apprentissage automatique pourrait aider à signaler de faibles sources de sous-performances (souvent cachées par les effets des changements diurnes et saisonniers).

### Autoconsommation
L'autoconsommation par le producteur de l'électricité produite par son installation photovoltaïque est encouragée par les autorités de nombreux pays. Son intérêt est cependant limité par la discordance entre les périodes de consommation et celles de production, et il n'est pas possible de se passer complètement de connexion à un fournisseur d'électricité ; un dossier de la revue Le Particulier donne quelques repères : le rendement dépend de la présence des consommateurs chez eux au moment du pic de production, entre 12 et 14 heures ; c'est pendant ce créneau qu'il faut programmer les équipements électriques ; un boîtier de pilotage des installations est indispensable ; et surtout, étant donné que la production est 6 à 7 fois plus élevée en été que pendant les autres saisons, il est souhaitable d'être chez soi en période estivale et d'avoir des équipements consommant plutôt en été (climatisation, piscine) ; l'autoconsommation n'est pas faite pour les personnes absentes la journée et prenant de longues vacances en été.
En France, l'État verse, par l'intermédiaire d'EDF, une prime à l'autoconsommation dont le montant dépend de la puissance de l'installation : en 2022, cette prime va de 380 €/kWc pour une puissance inférieure à 3 kWc à 80 €/kWc entre 36 et 100 kWc.

## Statistiques

### Production d'électricité
La production d'électricité est un indicateur beaucoup plus pertinent que la puissance installée, du fait du faible facteur de charge du photovoltaïque : 14,5 % en moyenne en 2023 en France, 13 % en 2024.

#### Monde
Le graphique qui aurait dû être présenté ici ne peut pas être affiché car il utilise l'ancienne extension Graph, désactivée pour des questions de sécurité. Des indications pour créer un nouveau graphique avec la nouvelle extension Chart sont disponibles ici.

Production d'électricité photovoltaïque des cinq pays leaders
Source données : Agence internationale de l'énergie, Energy Institute
L'Agence internationale de l'énergie estime la pénétration théorique du solaire photovoltaïque fin 2024 à environ 14 % dans l'Union européenne ; il s'agit d'une estimation de la production mondiale d'électricité solaire photovoltaïque basée sur la puissance installée au 31 décembre 2024, donc supérieure à la production de l'année ; les pays bénéficiant de la plus forte pénétration du solaire sont la Grèce (27,9 %), les Pays-Bas (25,5 %), l'Espagne (24,0 %), la Hongrie (20,6 %), le Chili (20,3 %), l'Australie (19,8 %), l'Allemagne (19,8 %), Chypre (19,5 %), Israël (16,6 %), Malte (16,6 %), la Pologne (14,5 %), l'Autriche (14,4 %), la Bulgarie (14,1 %) et le Brésil (14,0 %). Ce taux de pénétration atteint 13,1 % en Chine, 9,5 % en Inde, 7,9 % aux États-Unis et 7,3 % en France.
L'Energy Institute estime la production du solaire (solaire thermodynamique inclus) en 2024 à 2 111,7 TWh, en progression de 27,9 %, soit 6,8 % de la production totale d'électricité, estimée à 31 256 TWh.
En 2022, la production mondiale d'électricité solaire photovoltaïque s'élevait à 1 294,5 TWh, en augmentation de 27 % par rapport à 2021 ; elle représentait 4,4 % de la production mondiale d'électricité. La production du solaire thermodynamique était de 13,6 TWh, soit 0,05 % de la production totale d'électricité.
| Pays | 2010   | 2015  | 2019  | 2020  | 2021    | 2022    | 2023     | 2024*   | % 2024* | % Variation 2024/ 2015* | % part mix 2024* |
| --- | ------ | ----- | ----- | ----- | ------- | ------- | -------- | ------- | ------- | ----------------------- | ---------------- |
| Chine | 0,7    | 39,5  | 224,3 | 260,6 | 327,1   | 427,4   | 584,5*   | 839,3   | 39,7 %  | x21,2                   | 8,3 %            |
| États-Unis | 3,1    | 32,1  | 93,9  | 115,9 | 148,2   | 183,8   | 213,3    | 306,2   | 14,5 %  | x9,5                    | 6,6 %            |
| Inde | 0,05   | 10,4  | 51,4  | 62,0  | 75,6    | 104,7   | 116,1*   | 136,8   | 6,5 %   | x13,2                   | 6,7 %            |
| Japon | 3,5    | 34,8  | 69,4  | 79,1  | 86,1    | 92,6    | 97,2     | 96,7    | 4,6 %   | +178 %                  | 9,5 %            |
| Allemagne | 11,7   | 38,7  | 44,4  | 49,5  | 50,5    | 60,3    | 61,5     | 74,1    | 3,5 %   | +91 %                   | 14,9 %           |
| Brésil | 0      | 0,06  | 6,7   | 10,7  | 16,8    | 30,1    | 50,6     | 71,3    | 3,4 %   | ×1188                   | 9,6 %            |
| Espagne | 6,4    | 8,3   | 9,4   | 15,7  | 21,9    | 31,2    | 43,0     | 56,5    | 2,7 %   | x6,8                    | 19,8 %           |
| Australie | 0,4    | 5,0   | 14,8  | 21,0  | 27,7    | 34,7    | 42,0     | 50,2    | 2,4 %   | x10                     | 17,8 %           |
| Italie | 1,9    | 22,9  | 23,7  | 24,9  | 25,0    | 28,1    | 30,7     | 36,2    | 1,7 %   | +58 %                   | 13,3 %           |
| Corée du Sud | 0,8    | 4,0   | 13,0  | 18,0  | 23,4    | 28,9    | 31,5     | 32,7    | 1,5 %   | x8,2                    | 5,2 %            |
| Turquie | -      | 0,2   | 9,2   | 10,9  | 13,9    | 16,9    | 18,7     | 30,4    | 1,4 %   | x152                    | 8,6 %            |
| Vietnam | -      | -     | 4,8   | 9,6   | 27,8    | 28,4    | 25,7*    | 25,9    | 1,2 %   | ns                      | 8,5 %            |
| Mexique | 0,03   | 0,2   | 7,1   | 9,1   | 13,0    | 20,5    | 18,2     | 25,7    | 1,2 %   | x128                    | 7,2 %            |
| France | 0,6    | 7,8   | 12,2  | 13,2  | 15,4    | 19,6    | 22,7     | 23,2    | 1,1 %   | +197 %                  | 4,1 %            |
| Pays-Bas | 0,06   | 1,1   | 5,4   | 8,6   | 11,3    | 17,1    | 20,0     | 21,6    | 1,0 %   | x19,6                   | 17,5 %           |
| Chili | -      | 1,3   | 6,4   | 8,0   | 10,4    | 15,4    | 17,7     | 20,7    | 1,0 %   | x16                     | 22,7 %           |
| Émirats arabes unis | 0,02   | 0,06  | 3,4   | 4,9   | 6,0     | 7,4     | 13,7*    | 15,2    | 0,7 %   | x253                    | 8,6 %            |
| Taïwan | 0,02   | 0,85  | 4,0   | 6,1   | 8,0     | 10,7    | 12,9*    | 14,9    | 0,7 %   | x17,5                   | 5,2 %            |
| Royaume-Uni | 0,04   | 7,5   | 12,4  | 12,5  | 12,1    | 13,3    | 13,8     | 14,8    | 0,7 %   | +97 %                   | 5,2 %            |
| Pologne | -      | 0,06  | 0,7   | 2,0   | 3,9     | 8,3     | 11,3     | 14,8    | 0,7 %   | x247                    | 8,7 %            |
| Grèce | 0,2    | 3,9   | 4,4   | 4,4   | 5,2     | 7,1     | 8,3      | 10,2    | 0,5 %   | +162 %                  | 18,3 %           |
| Israël | 0,07   | 1,1   | 2,6   | 3,5   | 4,6     | 5,4     | 7,0      | 10,1    | 0,5 %   | x9,2                    | 12,5 %           |
| Canada | 0,2    | 2,8   | 3,8   | 4,1   | 5,1     | 5,7     | 8,1      | 9,4     | 0,4 %   | +236 %                  | 1,5 %            |
| Hongrie | -      | 0,1   | 1,5   | 2,5   | 3,8     | 4,7     | 7,0      | 9,0     | 0,4 %   | x90                     | 24,1 %           |
| Belgique | 0,6    | 3,1   | 4,3   | 5,1   | 5,6     | 6,9     | 7,3      | 8,6     | 0,4 %   | +177 %                  | 11,4 %           |
| Portugal | 0,2    | 0,8   | 1,3   | 1,7   | 2,2     | 3,5     | 5,5      | 7,1     | 0,3 %   | x8,9                    | 14,1 %           |
| Afrique du Sud | -      | 1,9   | 3,3   | 4,1   | 5,0     | 4,8     | 6,4*     | 6,6     | 0,3 %   | +247 %                  | 2,8 %            |
| Ukraine | -      | 0,5   | 2,9   | 6,0   | 6,6     | 4,2     | 5,7*     | 6,1     | 0,3 %   | x12                     | 6,0 %            |
| Égypte | 0,2    | 0,2   | 4,4   | 4,9   | 4,8     | 4,9     | 4,9*     | 6,1     | 0,3 %   | x30                     | 2,6 %            |
| Thaïlande | 0,02   | 2,4   | 5,1   | 5,0   | 5,0     | 5,1     | 5,1*     | 5,4     | 0,3 %   | +125 %                  | 2,7 %            |
| Suisse | 0,1    | 1,1   | 2,2   | 2,6   | 2,8     | 3,9     | 4,4      | 4,1     | 0,2 %   | +273 %                  | 5,1 %            |
| Monde | 32,0   | 244,9 | 683,5 | 824,6 | 1 020,4 | 1 294,5 | 1 650,9* | 2 111,7 | 100 %   | x8,6                    | 6,8 %*           |
| % prod.élec. | 0,15 % | 1,0 % | 2,5 % | 3,1 % | 3,6 %   | 4,4 %   | 5,5 %*   | 6,8 %   |         |                         |                  |
| Sources : Agence internationale de l'énergie, * = Energy Institute. Part mix = part du photovoltaïque dans la production d'électricité du pays. |        |       |       |       |         |         |          |         |         |                         |                  |

### Puissances installées

#### Monde
Le graphique qui aurait dû être présenté ici ne peut pas être affiché car il utilise l'ancienne extension Graph, désactivée pour des questions de sécurité. Des indications pour créer un nouveau graphique avec la nouvelle extension Chart sont disponibles ici.

Marché photovoltaïque mondial (installations annuelles)

Puissance installée photovoltaïque mondiale.

L’Agence internationale pour les énergies renouvelables (Irena) estime la puissance maximale nette solaire photovoltaïque mondiale à 1 858,6 GWc fin 2024, soit 451,9 GWc de plus qu’en 2023 (+32 %), contre 352,7 GWc installés en 2023. La part de l'Asie dans le marché de 2024 atteint 69,7 %, celle de l’Europe 13 %, et celle de l’Amérique du Nord 8,8 %.
L'Agence internationale de l'énergie estime la puissance installée photovoltaïque mondiale à la fin de 2024 à environ 2 246 GWc grâce à un boom des installations : 554 à 602 GWc. 34 pays ont installé au moins 1 GWc en 2024 et 23 atteignent une puissance cumulée supérieure à 10 GWc. La Chine dispose de 46 % de la puissance installée mondiale, le reste de l'Asie-Pacifique 16 %, l'Europe 17 %, les Amériques 14 %, la région Afrique-Moyen Orient 4 %. Environ 56 à 59 % des installations ont été effectuées en Chine (309 à 357 GWc), 62,6 GWc (10,4 %) dans l'Union européenne et 47,1 GWc (7,8 %) aux États-Unis. L'Inde a installé 31,9 GWc, le Pakistan 17 GWc, l'Allemagne 16,7 GWc, le Brésil 14,3 GWc, l'Espagne 7,5 GWc, l'Italie 6,6 GWc, la France 5,9 GWc et le Japon 5,5 GWc.
Selon l'Energy Institute, la puissance installée solaire (photovoltaïque + thermodynamique) mondiale s'élevait en 2024 à environ 1 865 GWc, en progression de 32 % par rapport à 2023 et de 942 % depuis 2014. La Chine reste largement en tête avec 47,6 % du total, suivie des États-Unis (9,5 %), de l'Inde (5,2 %), du Japon (4,9 %), de l'Allemagne (4,8 %) et du Brésil (2,8 %).
Les trois pays les plus équipés en photovoltaïque sont en 2024 les Pays-Bas : 1 547 Wc/hab, l'Australie : 1 448 Wc/hab et l'Allemagne : 1 198 Wc/hab.
| Pays           | 2014   | %      | 2015  | %      | 2016  | %      | 2017  | %      | 2018 | %      | 2019  | %      | 2020  | %      |
| -------------- | ------ | ------ | ----- | ------ | ----- | ------ | ----- | ------ | ---- | ------ | ----- | ------ | ----- | ------ |
| Chine          | 10,6   | 27 %   | 15,2  | 34 %   | 34,5  | 46 %   | 53    | 54 %   | 45   | 45 %   | 30,1  | 26 %   | 48,2  | 34,6 % |
| États-Unis     | 6,2    | 16 %   | 7,3   | 15 %   | 14,7  | 20 %   | 10,6  | 11 %   | 10,6 | 10,6 % | 13,3  | 11,6 % | 19,2  | 13,8 % |
| Vietnam        |        |        |       |        |       |        |       |        |      |        | 4,8   | 4,2 %  | 11,1  | 8,0 %  |
| Japon          | 9,7    | 25 %   | 11    | 22 %   | 8,6   | 11 %   | 9,1   | 9 %    | 6,5  | 6,5 %  | 7,0   | 6,1 %  | 8,2   | 5,9 %  |
| Allemagne      | 1,9    | 5 %    | 1,5   | 3 %    | 1,5   | 2 %    | 1,8   | 1,8 %  | 3,0  | 3,0 %  | 3,9   | 3,4 %  | 4,9   | 3,5 %  |
| Inde           | 0,6    | 1,6 %  | 2     | 4 %    | 4     | 5 %    | 7     | 7 %    | 10,8 | 10,8 % | 9,9   | 8,6 %  | 4,4   | 3,2 %  |
| Australie      | 0,9    | 2,3 %  | 0,9   | 2 %    | 0,8   | 1 %    | 1,25  | 1,3 %  | 3,8  | 3,8 %  | 3,7   | 3,2 %  | 4,1   | 2,9 %  |
| Corée du Sud   | 0,9    | 2,3 %  | 1     | 2 %    | 0,9   | 1 %    | 1,2   | 1,2 %  | 2,0  | 2,0 %  | 3,1   | 2,7 %  | 4,1   | 2,9 %  |
| Brésil         |        |        |       |        |       |        | 0,9   | 0,9 %  |      |        |       |        | 3,1   | 2,2 %  |
| Pays-Bas       |        |        |       |        |       |        |       |        | 1,3  | 1,3 %  |       |        | 3,0   | 2,2 %  |
| Espagne        |        |        |       |        |       |        |       |        |      |        | 4,4   | 3,8 %  | 2,8   | 2,0 %  |
| Mexique        |        |        |       |        |       |        |       |        | 2,7  | 2,7 %  |       |        | 1,5   | 1,1 %  |
| Philippines    |        |        |       |        | 0,8   | 1 %    |       |        |      |        |       |        | 1,1   | 0,8 %  |
| Turquie        |        |        |       |        |       |        | 2,6   | 2,7 %  | 1,6  | 1,6 %  | 0,9   |        | 1,0   | 0,7 %  |
| Afrique du Sud | 0,8    | 2,1 %  |       |        |       |        |       |        |      |        |       |        | 1,0   | 0,7 %  |
| France         | 0,9    | 2,3 %  | 0,9   | 2 %    |       | %      | 0,875 | 0,9 %  |      |        |       |        | 0,9   | 0,6 %  |
| Ukraine        |        |        |       |        |       |        |       |        |      |        | 3,5   | 3,0 %  |       |        |
| Royaume-Uni    | 2,3    | 6 %    | 3,5   | 7 %    | 2     | 3 %    | 0,9   | 0,9 %  |      |        |       |        |       |        |
| Chili          |        |        |       |        | 0,7   | 1 %    |       |        |      |        |       |        |       |        |
| Canada         |        |        | 0,6   | 1 %    |       | %      |       |        |      |        |       |        |       |        |
| Reste du monde | 3,9    | 10 %   | 6,1   | 12 %   | 6,5   | 9 %    | 9,6   | 10 %   | 12,6 | 12,6 % |       |        |       |        |
| Monde          | 38,7   | 100 %  | 50    | 100 %  | 75    | 100 %  | 98    | 100 %  | 99,9 | 100 %  | 114,9 | 100 %  | 139,4 | 100 %  |
| Pays           | 2021 , | %      | 2022  | %      | 2023  | %      | 2024  | %      |      |        |       |        |       |        |
| Chine          | 54,9   | 31,4 % | 106,0 | 44,2 % | 235,5 | 57,8 % | 357,3 | 59,4 % |      |        |       |        |       |        |
| États-Unis     | 26,9   | 15,4 % | 18,6  | 7,7 %  | 33,2  | 8,2 %  | 47,1  | 7,8 %  |      |        |       |        |       |        |
| Inde           | 13     | 7,4 %  | 18,1  | 7,5 %  | 16,6  | 4,1 %  | 31,9  | 5,3 %  |      |        |       |        |       |        |
| Pakistan       |        |        |       |        |       |        | 17,0  | 2,8 %  |      |        |       |        |       |        |
| Allemagne      | 5,3    | 3,0 %  | 7,5   | 3,1 %  | 14,3  | 3,5 %  | 16,7  | 2,8 %  |      |        |       |        |       |        |
| Brésil         | 5,5    | 3,1 %  | 9,9   | 4,1 %  | 11,9  | 2,9 %  | 14,3  | 2,4 %  |      |        |       |        |       |        |
| Espagne        | 4,9    | 2,8 %  | 8,1   | 3,4 %  | 7,7   | 1,9 %  | 7,5   | 1,2 %  |      |        |       |        |       |        |
| Italie         | 0,94   | 0,5 %  | 2,5   | 1,0 %  | 5,3   | 1,3 %  | 6,6   | 1,1 %  |      |        |       |        |       |        |
| France         | 3,4    | 1,9 %  | 2,9   | 1,2 %  | nd    |        | 5,9   | 1,0 %  |      |        |       |        |       |        |
| Japon          | 6,5    | 3,7 %  | 6,5   | 2,7 %  | 6,3   | 1,5 %  | 5,5   | 0,9 %  |      |        |       |        |       |        |
| Pologne        | 3,3    | 1,9 %  | 4,9   | 2,0 %  | 6,0   | 1,5 %  | nd    |        |      |        |       |        |       |        |
| Pays-Bas       | 3,3    | 1,9 %  | 3,9   | 1,6 %  | 4,2   | 1,0 %  | nd    |        |      |        |       |        |       |        |
| Australie      | 4,6    | 2,6 %  | 3,9   | 1,6 %  | 3,8   | 0,9 %  | 4,0   | 0,7 %  |      |        |       |        |       |        |
| Corée du Sud   | 4,2    | 2,4 %  | 3,6   | 1,5 %  | 3,3   | 0,8 %  | nd    |        |      |        |       |        |       |        |
| Monde          | 175    | 100 %  | 240   | 100 %  | 407,3 | 100 %  | 602   | 100 %  |      |        |       |        |       |        |

Les trois premiers pays totalisent 72,5 % des installations de 2024. L'Union européenne totalise 62,6 GWc, soit 10,4 % du total mondial.
L'Irena estime la puissance installée photovoltaïque mondiale à la fin de 2023 à environ 1 412 GWc contre 1 067 GWc fin 2022, dont 840 GWc en Asie (59 %), 286 GWc en Europe (20 %), 154 GWc en Amérique du Nord (11 %), 49 GWc en Amérique du sud (3,5 %), 34,5 GWc en Océanie (2,4 %), 17,6 GWc au Moyen-Orient (1,2 %) et 12,4 GWc en Afrique (0,9 %). La progression de la puissance installée en 2023 est estimée à 345,5 GWc (soit +32,4 %) contre 199 GWc en 2022 (+23 %). La Chine à elle seule dispose de 609,5 GWc, soit 43 % du total mondial, et sa progression de 217 GWc représente 63 % du marché mondial de 2023. L'Union européenne a 254,7 GWc, soit 18 % du total mondial, puissance qui s'est accrue de 51 GWc en 2023, soit 15 % du total mondial.
À la fin de 2023, la puissance installée photovoltaïque mondiale s'élevait à environ 1 624 GWc grâce à un boom des installations : 407 à 477 GWc, dont environ 60 % en Chine (235 à 277 GWc), 55,8 GWc dans l'Union européenne et 30 GWc aux États-Unis. 29 pays ont installé au moins 1 GWc en 2023 et 19 atteignent une puissance cumulée supérieure à 10 GWc. La Chine dispose de 43 % de la puissance installée mondiale, le reste de l'Asie-Pacifique 19 %, l'Europe 18 %, les Amériques 15 %, la région Afrique-Moyen Orient 3 %. L'Inde a installé 16,6 GWc, l'Allemagne 14,3 GWc, le Brésil 11,9 GWc, l'Espagne 7,7 GWc, le Japon 6,3 GWc, la Pologne 6 GWc, l'Italie 5,3 GWc, les Pays-Bas 4,2 GWc, l'Australie 3,8 GWc et la Corée du sud 3,3 GWc.
À la fin de 2022, la puissance installée photovoltaïque mondiale s'élevait à environ 1 185 GWc. Au moins 240 GWc de systèmes photovoltaïques ont été mis en service dans le monde en 2022, soit un accroissement de 25,4 %. Une douzaine de pays dépassent le seuil de 10 % de pénétration ; l'Espagne dépasse 19 %. Le marché chinois continue à dominer : 106 GWc ont été installés en 2022, soit 44 % des nouvelles installations, et le parc photovoltaïque chinois atteint 414,5 GWc à la fin 2022, soit plus du double de celui de l'Europe, qui a installé 39 GWc, suivie par les États-Unis, dont le marché recule à 18,6 GWc, l'Inde : 18,1 GWc, le Brésil : 9,9 GWc, le Japon : 6,5 GWc et l'Australie : 3,9 GWc. La part de marché de l'Asie a été de 58,5 % en 2022, celle de l'Europe de 19,7 %, celle de l'Amérique du nord de 10,1 % et celle du reste du monde de 11,8 %, dont 6,3 % en Amérique du sud, 2,1 % en Océanie, 1,7 % au Moyen-Orient, 1 % en Eurasie (Russie, Turquie,etc), 0,5 % en Afrique et 0,2 % en Amérique centrale et aux Caraïbes.
À la fin de 2020, la puissance installée mondiale photovoltaïque s'élevait au moins à 760,4 GWc. La puissance installée au cours de l'année 2020 est estimée à 139,4 GWc. La Chine est revenue au rythme d'installations qu'elle a connu en 2017, après deux années de ralentissement : elle a installé 48,2 GWc en 2020 contre 30,1 GWc en 2019 et 43,4 GWc en 2018 ; son parc a atteint 253,4 GWc à la fin 2020. Hors Chine, le marché est passé de 79,2 GWc en 2019 à plus de 90 GWc en 2020, soit +14 % ; l'Union européenne a installé près de 19,6 GWc, dont 4,9 GWc en Allemagne, 3,0 GWc aux Pays-Bas, 2,8 GWc en Espagne et 2,6 GWc en Pologne ; le marché des États-Unis atteint 19,2 GWc, celui du Vietnam 11 GWc et celui du Japon 8,2 GWc ; l'Inde a reculé à près de 5 GWc.
La puissance installée mondiale photovoltaïque s'élevait au moins à 627 GWc fin 2019. La puissance installée au cours de l'année 2019 est en progression de 12 % par rapport à 2018 ; la Chine à elle seule a installé 30,1 GWc, soit 26 % du marché, en fort recul pour la deuxième année consécutive après 43,4 GWc en 2018 et 53,0 GWc en 2017, et son parc atteint fin 2019 une puissance de 204,7 GWc, soit 33 % du total mondial ; hors de Chine, le marché a progressé de 44 % ; le marché européen a plus que doublé à 21 GWc, dont 16 GWc pour l'Union européenne ; le marché des États-Unis est en hausse à 13,3 GWc, dont 60 % d'installations de taille commerciale ; l'Inde a reculé à 9,9 GWc et le Japon se classe au cinquième rang avec 7 GWc installés ; on note d'importantes contributions du Vietnam (4,8 GWc), de l'Australie (3,7 GWc) et de la Corée du Sud (3,1 GWc).
Le tableau ci-dessous retrace l'évolution des puissances installées en photovoltaïque (PV) (y compris les installations non connectées au réseau) dans le monde de 2010 à 2024 :
| Pays                        | 2010   | 2011   | 2012   | 2013   | 2014   | 2015  | 2016   | 2017  | 2018  | 2019  | 2020  |
| --------------------------- | ------ | ------ | ------ | ------ | ------ | ----- | ------ | ----- | ----- | ----- | ----- |
| Chine                       | 0,8    | 3,3    | 8,3    | 18,3   | 28,2   | 43,5  | 78,1   | 131   | 176,1 | 204,7 | 253,4 |
| États-Unis                  | 2,53   | 4,43   | 7,78   | 12,0   | 18,28  | 25,62 | 40,3   | 51,0  | 62,2  | 75,9  | 93,2  |
| Japon                       | 3,62   | 4,91   | 6,91   | 13,6   | 23,3   | 34,41 | 42,75  | 49    | 56    | 63    | 71,4  |
| Inde                        | nd     | nd     | nd     | 2,21   | 2,94   | 5,05  | 9,01   | 18,3  | 32,9  | 42,8  | 47,4  |
| Allemagne                   | 17,37  | 24,81  | 32,41  | 35,71  | 38,2   | 39,7  | 41,22  | 42,0  | 45,4  | 49,2  | 53,9  |
| Australie                   | 0,57   | 1,41   | 2,41   | 3,3    | 4,14   | 5,07  | 5,9    | 7,2   | 11,3  | 14,6  | 20,2  |
| Italie                      | 3,5    | 12,9   | 16,36  | 17,93  | 18,46  | 18,92 | 19,28  | 19,7  | 20,1  | 20,8  | 21,7  |
| Corée du Sud                | nd     | nd     | nd     | 1,47   | 2,38   | 3,43  | 4,35   | 5,6   | 7,9   | 11,2  | 15,9  |
| Espagne                     | 3,91   | 4,89   | 5,17   | 5,34   | 5,36   | 5,44  | 5,49   | 5,6   | 5,97  | 10,3  | 12,7  |
| Vietnam                     | nd     | nd     | nd     | nd     | nd     | nd    | nd     | nd    | nd    | 4,9   | 16,4  |
| France                      | 1,05   | 2,92   | 4,0    | 4,67   | 5,66   | 6,58  | 7,13   | 8,0   | 9,0   | 9,9   | 10,9  |
| Royaume-Uni                 | 0,09   | 0,9    | 1,83   | 3,37   | 5,1    | 8,78  | 11,63  | 12,7  | 13    | 13,3  | 13,5  |
| Pays-Bas                    | nd     | nd     | nd     | nd     | nd     | 1,57  | 2,1    | 2,9   | 4,2   | 6,6   | 10,2  |
| Turquie                     | nd     | nd     | nd     | nd     | nd     | nd    | nd     | 3,4   | 5,0   | 5,9   | 6,9   |
| Ukraine                     | nd     | nd     | nd     | nd     | nd     | nd    | nd     | nd    | nd    | 4,8   |       |
| Belgique                    | 1,05   | 2,05   | 2,65   | 2,98   | 3,07   | 3,25  | 3,42   | 3,8   | 4,2   | 4,7   | 5,7   |
| Mexique                     | nd     | nd     | nd     | nd     | nd     | nd    | 0,39   | 0,54  | 3,2   | 4,2   | 5,7   |
| Chili                       | nd     | nd     | nd     | nd     | nd     | 0,86  | 1,61   | 1,8   | 2,26  | 2,96  | 3,75  |
| Canada                      | nd     | nd     | nd     | nd     | 1,9    | 2,5   | 2,7    | 2,9   | 3,0   | 3,2   | 3,4   |
| Grèce                       | 0,62   | 1,54   | 2,58   | 2,59   | 2,61   | 2,61  | 2,61   | 2,7   | 2,95  |       |       |
| Afrique du Sud              | nd     | nd     | nd     | nd     | nd     | 0,91  | 1,45   | 1,8   | 1,86  | 2,86  | 3,8   |
| Thaïlande                   | nd     | nd     | nd     | nd     | nd     | 1,42  | 2,15   | 2,7   | 2,7   |       |       |
| Taïwan                      | nd     | nd     | nd     | nd     | nd     | nd    | 1,28   | 1,8   | 2,7   |       |       |
| Suisse                      | nd     | nd     | nd     | nd     | nd     | 1,39  | 1,64   | 1,9   | 2,06  | 2,41  |       |
| Pakistan                    | nd     | nd     | nd     | nd     | nd     | nd    | 1,0    | 1,8   | 2,4   |       |       |
| Tchéquie                    | 1,95   | 1,96   | 2,07   | 2,17   | 2,13   | 2,08  | 2,2    | 2,2   | 2,2   |       |       |
| Total mondial               | 39     | 70     | 100    | 137    | 177    | 228   | 304    | 407   | 511   | 622   | 767   |
| taux accroisst              | +72 %  | +75 %  | +44 %  | +36 %  | +27 %  | +29 % | +33 %  | +34 % | +26 % | +22 % | +23 % |
| dont total Union européenne | 30,47  | 52,88  | 70,04  | 79,96  | 86,67  | 93,96 | 93,0   | 112,7 | 115,0 | 131,3 | 151,2 |
| % Europe                    | 74,9 % | 74,4 % | 68,6 % | 57,6 % | 49,0 % | 34 %  | 30,7 % | 28 %  | 23 %  | 21 %  | 20 %  |

| Pays                        | 2021 , | 2022   | 2023   | 2024    | % 2024 |
| --------------------------- | ------ | ------ | ------ | ------- | ------ |
| Chine                       | 308,5  | 414,5  | 662,0  | 1 048,5 | 46,7 % |
| États-Unis                  | 122,9  | 141,6  | 169,5  | 224,1   | 10,0 % |
| Inde                        | 60,4   | 79,1   | 95,3   | 124,6   | 5,5 %  |
| Allemagne                   | 59,2   | 67,2   | 81,6   | 99,8    | 4,4 %  |
| Japon                       | 78,2   | 84,9   | 91,4   | 96,9    | 4,3 %  |
| Brésil                      | 13,7   | 23,6   | 35,5   | 52,1    | 2,3 %  |
| Espagne                     | 18,5   | 26,6   | 37,6   | 47,2    | 2,1 %  |
| Australie                   | 25,4   | 30,0   | 34,6   | 38,6    | 1,7 %  |
| Italie                      | 22,6   | 25,0   | 30,3   | 37,0    | 1,6 %  |
| Corée du Sud                | 21,5   | 24,8   | 27,8   | 31,7    | 1,4 %  |
| France                      | 14,3   | 17,2   | 23,6   | 24,9    |        |
| Pays-Bas                    | 13,2   | 17,1   | 22,4   | 24,4    |        |
| Pologne                     | 7,7    | 12,5   | 18,5   | 20,9    |        |
| Vietnam                     | 16,4   | 17,4   | 17,4   |         |        |
| Turquie                     | 7,9    | 9,5    | nd     |         |        |
| Mexique                     | 7,5    | 8,2    | nd     |         |        |
| Chili                       | 5      | 6,8    | 9,2    |         |        |
| Total mondial               | 942    | 1 185  | 1 624  | 2 246   | 100 %  |
| taux accroisst              | +23 %  | +26 %  | +37 %  | +38 %   |        |
| dont total Union européenne | 178,7  | 209,3  | 268,1  | 339,4   | 15,1 % |
| % Europe                    | 19 %   | 17,7 % | 16,5 % | 14 %    |        |

## Prévisions
Selon un article de la revue Nature paru en 2021, le térawatt devrait être dépassé en 2023 et, à ce rythme, le photovoltaïque atteindra 16 % en 2050. Mais au regard des enjeux climatiques, il faudrait 30 à 100 TW avant 2050.
L'Agence internationale de l'énergie prévoit, en octobre 2019, que 1 200 GW de capacités supplémentaires d'énergies renouvelables seront installées d'ici à 2024, une augmentation du 50 % du parc installé, et que le solaire représentera près de 60 % de cette augmentation, grâce à la baisse des coûts des cellules photovoltaïques, qui devraient encore reculer de 15 % à 35 % d'ici à 2024. La croissance prévue par l'AIE est cependant insuffisante pour tenir les objectifs de l'Accord de Paris : il faudrait installer 280 GW par an de capacités renouvelables pour y parvenir, moitié plus que le rythme actuel.
L'Agence internationale de l'énergie prévoyait en 2014 que le photovoltaïque fournirait 16 % de l'électricité mondiale en 2050 (le solaire thermique fournissant 11 % des besoins de chauffage), quand la prévision n'était en 2010 que de 11 % ; la forte baisse des coûts et la progression rapide du déploiement des centrales solaires a conduit à cette révision. Le coût moyen de production devrait encore baisser : de 177 $/MWh en 2013 à 56 $/MWh en 2050 pour les grandes centrales, et de 201 à 78 $/MWh pour le photovoltaïque en toiture. La Chine resterait leader (part de 37 %), suivie par les États-Unis (13 %) et l'Inde (12 %), la part de l'Europe tombant à 4 %.
Un rapport consacré aux perspectives 2014-2015 du marché solaire, publié le 6 janvier 2014 par le département de recherche sur les marchés de la Deutsche Bank, annonce une « deuxième ruée vers l'or », relevant ses prévisions de demande 2014 à 46 GW et 2015 à 56 GW ; des demandes supérieures aux attentes antérieures sont annoncées aux États-Unis, en Chine et au Japon ; de nouveaux marchés vont commencer à contribuer substantiellement à la croissance : Inde, Afrique du Sud, Mexique, Australie, Moyen-Orient, Amérique du Sud et Asie du Sud-Est ; certaines contraintes de réseau ou de financement qui avaient freiné le développement vont s'atténuer, et l'atteinte de la parité réseau, déjà réalisée sur 19 marchés, va s'étendre à de nouveaux pays et faciliter le développement d'une demande en partie affranchie des subventions ; les business models de production répartie (avec comptage séparé de la production autoconsommée et de sa part injectée sur le réseau : net metering) venus des États-Unis vont s'étendre et catalyser un redémarrage dans les marchés européens dont les systèmes de tarifs d'obligation d'achat (feed-in tariffs) ont connu des réductions de subventions substantielles ; aux États-Unis, après la « ruée sur l'or » de 2005-2007 dans l'industrie de fabrication de panneaux, une deuxième « ruée sur l'or » devrait se produire à l'aval, chez les installateurs, sur les deux-trois années qui nous séparent de l'extinction du crédit d'impôt pour investissement (ITC - investment tax credit).

## Recherche et développement
La recherche et développement est très active dans ce domaine, permettant que les prix diminuent constamment et que les rendements progressent. Ce sont surtout les cellules qui progressent, mais d'autres innovations portent sur les fonctionnalités, les onduleurs, des héliostats, des mécanismes anti-poussières automatiques, des verres laissant mieux passer l'énergie solaire, les centrales à concentration, les trackers, des moules en carbone, ou encore l'intégration dans des éléments standards de construction et de toitures (sous forme de tuiles par exemple), de vitrage ou de façade. Fin 2011, on comptait au moins 70 solutions différentes d'intégration dans le bâti.
La chaleur accumulée par les panneaux photovoltaïques peut être récupérée et améliorer le rendement d'une pompe à chaleur, elle-même alimentée par l'électricité produite. De plus, le module photovoltaïque produit plus d'électricité quand il est ainsi refroidi. Un stockage intermédiaire de chaleur (ballon d'eau chaude) est nécessaire, car les pompes à chaleur classiques s'arrêtent par sécurité au-dessus de 40 °C alors que l'air chauffé par le soleil peut atteindre 50 °C. Un système photovoltaïque synergiquement associé à une pompe à chaleur améliore les rendements respectifs (ex. : +20 % de rendement dans les conditions climatiques de Chambéry, en Savoie, pour un système breveté en France sous le nom « Aedomia »[réf. nécessaire]). La « basse consommation » est ainsi facilitée, voire le bâtiment à énergie positive.
Parmi les projets émergents figure un ballon/cerf-volant photovoltaïque autonome dénommé « Zéphyr » revêtu de capteurs solaires à couche mince CIGS (cuivre-iridium-gallium-silicium) (prix Artscience en 2014 - thématique était les énergies du futur) facile à déployer dans des lieux isolés pour réponde à des besoins humanitaires, provisoire ou de crise au moyen d'un câble d'accrochage au sol, permettant aussi de transporter le courant vers des batteries. Il est gonflé par de l'Hydrogène produit sur place par électrolyse d'eau, au moyen des panneaux. Le prototype de 3,80 mètres de diamètre devrait produire 3 kW, assez pour remplacer un groupe électrogène classique.
La limite théorique d'une cellule solaire comprenant une seule jonction p-n est de 30 % environ, mais le National Renewable Energy Laboratory a créé une cellule solaire à six jonctions, combinant en sandwich plusieurs couches de matériaux ajustées avec précision pour convertir différentes portions du spectre lumineux en électricité, qui atteint un rendement de 47 %. En ajoutant un miroir pour concentrer la lumière en un point, le rendement augmente jusqu'à près de 50 % et le nombre de cellules nécessaires est réduit.

## Impact environnemental

### Émissions

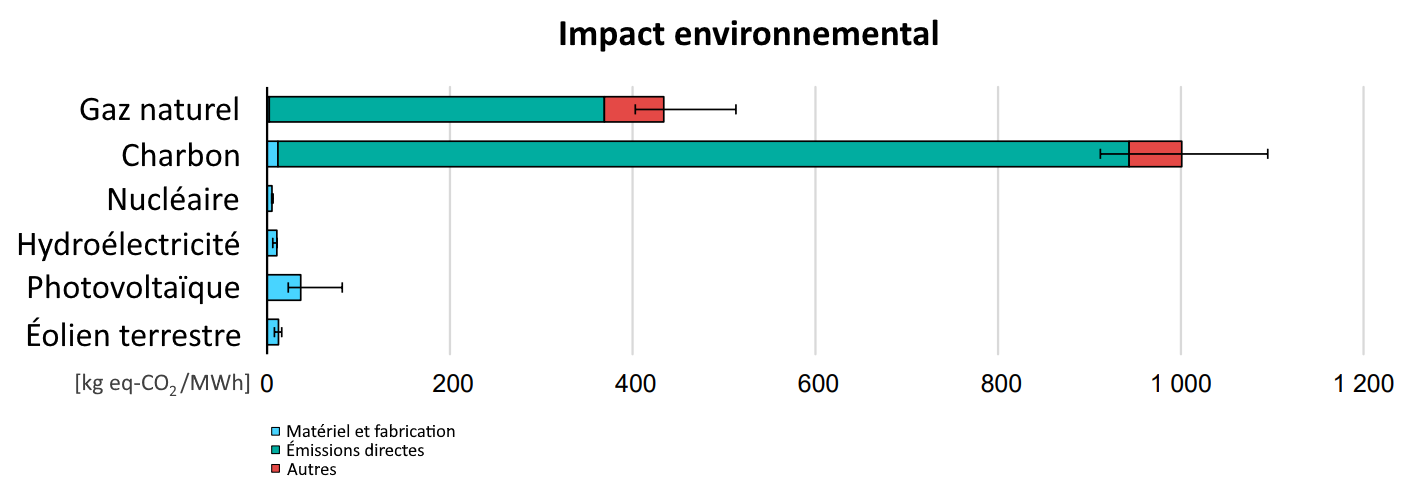
Comparaison de l'impact environnemental des différents modes de production d'électricité en 2021.

La production d'électricité par un module photovoltaïque n'émet pas de gaz à effet de serre, mais la fabrication, le transport, l'installation et l'élimination des panneaux ont un certain impact environnemental.
La consommation d'électricité dans le processus de fabrication des modules a un impact majeur sur le bilan écologique de la fabrication de capteurs car les pays qui produisent le plus de modules photovoltaïques ont un mix électrique reposant largement sur des énergies fossiles. La consommation d'électricité représente ainsi 89 % des émissions de l'industrie photovoltaïque. Le reste des émissions est dû au transport (3 %) et à l'utilisation directe de combustibles fossiles pour la fabrication (8 %).
En 2021, les émissions dues à la fabrication de capteurs photovoltaïques sont estimées à 270 kg d'équivalent CO2 par kilowatt de capteur produit en moyenne. Les productions de silicium polycristallin et de wafers représentent respectivement 109 et 82 kg eq-CO2/kW. La Chine est responsable de 87 % des émissions de l'industrie du photovoltaïque. L'impact environnemental varie significativement selon la province où est fabriqué le capteur ; à Shaanxi, un kilowatt de capteur produit émet 360 kg eq-CO2, mais à Qinghai et à Sichuan, le taux d'hydroélectricité dans le mix énergétique fait baisser cette valeur à 105 kg eq-CO2/kW. Selon l'Agence internationale de l'énergie, délocaliser toutes les étapes de la fabrication de capteurs en Norvège abaisserait l'impact à 25 kg eq-CO2/kW.

### Recyclage
Le 24 juillet 2012 a été publiée au Journal officiel de l'Union européenne la directive 2012/19/UE relative aux déchets d'équipements électriques et électroniques (DEEE), dans le champ d’application de laquelle entrent les panneaux photovoltaïques en fin de vie. Ils doivent être collectés séparément et recyclés selon les taux de collecte et les objectifs de recyclage imposés par la directive. Ces opérations de collecte et de recyclage doivent, selon le principe du pollueur-payeur, être mises en place et financées par les fabricants des panneaux photovoltaïques ou leurs importateurs établis sur le territoire national, qui sont tenus de s’enregistrer auprès des autorités compétentes. Cette directive a été transposée en France en août 2014, mais l'éco-organisme européen PV Cycle a déjà collecté depuis sa naissance en 2010 plus de 16 000 panneaux auprès de ses adhérents, qui représentent 90 % des fabricants et metteurs sur le marché de panneaux solaires ; les panneaux récupérés en France étaient transportés en Belgique pour y être recyclés. L'antenne française de PV Cycle, fondée en 2014, a lancé un appel d'offres pour le recyclage en France, qui a permis de choisir comme opérateur Veolia, via sa filiale Triade Électronique, avec qui PV Cycle a signé en mars 2017 un contrat de quatre ans ; Veolia va construire la première ligne de France dédiée aux panneaux sur son site de déconstruction de DEEE à Rousset (Bouches-du-Rhône).

## Sécurité incendie
S'il existe des normes sur les circuits électriques et onduleurs, depuis leur apparition, les prescriptions techniques d'installation et d'utilisation des panneaux solaires sont fournies par les industriels. Il n'existe pas de normes européennes ou nationales spécifiques au photovoltaïque. Le ministère chargé de l'Écologie a commandé une étude à l'INERIS et au CSTB pour évaluer les risques d'incendies et le comportement au feu des panneaux photovoltaïques. Cette étude a été suivie d'un groupe de travail associant notamment la direction de la Sécurité civile.
Des essais et tests d'inflammabilité et de dégagement éventuel de gaz ou fumées toxiques réalisés en laboratoire sur des échantillons de panneaux à cellules amorphes (panneau collé sur une membrane d'étanchéité) et sur des panneaux à base de cellules en tellurure de cadmium insérées entre deux couches de verre montrent que les impacts toxiques des émissions de fumées ou de vapeur de cadmium sont négligeables.
En conditions réelles de bâtiments industriels, des tests ont étudié la propagation des flammes sur une toiture certifiée BROOF (t3), avec panneau seul et panneau sur étanchéité en bitume, avec pente de toiture faible, et présence d'un isolant en dessous du panneau. Les panneaux se sont montrés « très résistants, même en présence d'une étanchéité combustible ». Le panneau seul n'a pas ou peu contribué à propager le feu (seul le support brûlait), sur une toiture d'entrepôt, l'étanchéité (bitume) a peu contribué à propager le feu. Dans les deux cas, le courant a continué à circuler, malgré la destruction des éléments. En conditions de toiture type entrepôt, la puissance électrique délivrée reste à un niveau relativement important, mais des variations de puissance sont induites par la destruction d'une partie des panneaux et la présence de fumées. En conditions réelles de maison d'habitation (maquettes de maison avec ou sans panneaux photovoltaïques sur combles), le panneau semble jouer un rôle isolant qui se traduit par une augmentation plus rapide des températures observées sous la toiture dans les combles durant le feu ; les températures critiques sont atteintes environ 5 minutes plus tôt que sans panneaux (« températures atteintes au bout de 11 minutes contre 6 pour un incendie avec panneau » lors de cet essai où les matériaux d'étanchéité utilisés étaient combustibles. L'Ineris recommande que les recommandations sur la sécurité incendie ne concernent pas seulement le panneau photovoltaïque lui-même mais tout le dispositif d'accueil du panneau en toiture.
Le Centre scientifique et technique du bâtiment (CSTB) et l'Institut national de l'environnement industriel et des risques (INERIS) ont conclu que les systèmes photovoltaïques composés de modules standards sur cadres métalliques ou matériaux peu inflammables (classé au plus B-s3, d0 ou M1) et non déformables, ne contribuent que faiblement au développement du feu, et répondent aux exigences réglementaires du bâtiment. Quand les panneaux sont directement intégrés dans le bâti, le CSTB recommande, pour limiter le risque de court-circuit électrique et d'incendie induit, d'éviter tout contact direct des panneaux avec une structure ou un écran facilement inflammable. Les installations sur façade accrochées sur un mur de béton ou sur un bardage métallique en acier ne présentent pas de danger en situation d'incendie, à condition d'éviter un effet cheminée au dos des systèmes (comme pour n'importe quel bardage). Diverses recommandations ont été publiées, dont pour les « interventions pompier ».
Afin d'améliorer la sécurité électrique des installations (37 % des installations étant non conformes en 2009, 72 % pour risque d'électrocution et 28 % pour risque d'incendie), le ministère de l'Écologie, du Développement durable, des Transports et du Logement a modifié le décret du 14 décembre 1972 afin d'étendre l'attestation de conformité aux centrales photovoltaïques.

## Parcs au sol et concurrence d'usage
L'installation de parcs photovoltaïques au sol entraîne une concurrence d'usage de la terre entre la production d'énergie et la production agricole par exemple. Néanmoins, leur installation peut avoir des avantages comme la valorisation des sols artificialisés ou pollués et entraîner des économies d'échelle en comparaison des panneaux solaires posés sur les toits.
- le parc photovoltaïque doit s'inscrire dans une politique de territoire ;
- tout projet de parc photovoltaïque doit avoir fait l'objet d'études sur l'usage des sols et leur artificialisation ;
- la préservation de la biodiversité doit faire l'objet d'une considération particulière ;
- la multifonctionnalité doit être favorisée ;
- la réversibilité doit être recherchée.

### Parcs au sol en milieu urbain
Les parcs au sol sont rarement présents en ville. La densité du bâti ainsi que le manque d’espace vierge contribuent à ce manque dans le contexte urbain. L’installation sur les toits de la ville reste privilégiée, ceux-ci offrant une nouvelle surface exploitable importante. Ces constructions sont valorisées par de nouvelles politiques, comme, en France, la loi portant lutte contre le dérèglement climatique et renforcement de la résilience face à ses effets du 22 août 2021, dite loi climat et résilience. L’article 101 dispose que les nouvelles surfaces commerciales, entrepôts et parcs de stationnements couverts doivent intégrer un système de production d'énergie renouvelable, un système de végétalisation ou tout autre dispositif permettant d'améliorer l'efficacité thermique du bâtiment.
La majorité des parcs solaires au sol se trouvent en campagne ou dans des déserts (ce qui est souvent le cas aux États-Unis). Certains se trouvent en commune urbaine, comme la centrale solaire de Labarde, située dans la commune de Bordeaux, et celle d’Oncopole à Toulouse, la plus grande centrale solaire urbaine d’Europe. La première est située sur le site d’une ancienne décharge à ciel ouvert, la seconde sur l’emplacement de l’ancienne usine AZF de Toulouse. Ces deux centrales solaires permettent ainsi de valoriser des terrains non exploitables par l’agriculture ou le secteur immobilier.

## Parcs photovoltaïques flottants
Une des solutions est l'installation de parcs photovoltaïques flottants. Ces centrales flottantes peuvent être installées sur d'anciens lacs de carrière, des bassins d'irrigation ou de régulation des crues, des réservoirs d'eau potable, des bassins industriels pollués, voire des terrains inondables.
Le premier système flottant de 14 kWc a été installé en février 2011 sur un lac de carrière à Piolenc, dans le Vaucluse ; une centrale de 1 MWc a été mise en service en juillet 2013 à Okegawa, au Japon, une autre de 200 kWc fin septembre 2014 sur un réservoir d'irrigation de l'exploitation agricole de Sheeplands Farm, dans le comté de Berkshire à l'ouest de Londres ; des projets de centrales sont en développement en Corée du Sud et en Thaïlande. La centrale de Huainan, inaugurée en mai 2017 en Chine, occupe plus de 800 000 m2 sur un ancien lac de carrière, pouvant produire jusqu'à 40 MW.
L'installation de centrales solaires photovoltaïques flottantes sur les plans d'eau des barrages hydroélectriques se développe rapidement : leur puissance installée est passée de 70 MWc en 2015 à 1 300 MWc en 2020. Leur potentiel mondial est estimé entre 3 et 7,6 TWc sur les 400 000 km2 des réservoirs artificiels. Les panneaux solaires flottants réduisent l'évaporation de l'eau des réservoirs, des réductions allant jusqu'à 60 % ayant été observées ; la production annuelle moyenne (ou productible) des barrages est donc significativement augmentée. Les centrales solaires flottantes bénéficient des connexions au réseau déjà installées pour la centrale hydroélectrique et cette dernière peut compenser l'intermittence de la production solaire, la nuit ou par temps couvert. La région Asie-Pacifique compte 1 342 MWc en fonctionnement ou en construction fin 2022, suivie par l'Afrique (600 MWc), l'Amérique latine (382 MWc) et l'Europe (26 MWc). Le Brésil a 350 MWc de centrales solaires flottantes en fonctionnement, l'Ouganda 600 MWc, l'Inde 600 MWc ; 145 MWc sont en construction en Indonésie ; le Laos a 240 MWc en projet et le Pakistan 150 MWc.